# 리그 오브 레전드의 등장인물
다음은 라이엇 게임즈에서 개발 및 서비스하는 멀티플레이어 온라인 배틀 아레나 비디오 게임인 《리그 오브 레전드》의 등장인물인 챔피언에 대한 목록이다. 총 암살자, 전사, 원거리 딜러, 탱커, 마법사, 서포터 6개의 역할군으로 나뉘어 있다. 리그 오브 레전드에는 17개의 초창기 챔피언이 있었고, 이후 많은 추가를 거듭해 168개의 챔피언이 존재한다. 

## ㄱ

### 가렌, 데마시아의 힘
가렌은 불굴의 선봉대를 이끄는 고결하고 자긍심 강한 전사다. 선봉대 내에서 인망이 두터울 뿐 아니라 심지어 적에게도 존경을 받지만, 그가 대대로 데마시아와 데마시아의 이상을 수호하는 임무를 맡은 크라운가드 가문의 자손이기 때문은 아니다. 가렌은 마법을 흡수하는 능력을 갖춘 방어구와 거대한 대검으로 무장하고, 언제라도 마법사에 맞서 정당한 검으로 진정한 칼바람을 일으킬 준비가 되어있다.

### 갈리오, 위대한 석상
아스라한 빛의 도시 데마시아의 성문 밖, 거대한 석상 갈리오가 경계의 눈을 늦추지 않고 서 있다. 마법사의 공격으로부터 데마시아를 수호하기 위해 만들어진 갈리오는 강력한 마법의 힘이 그를 깨울 때까지 수십 년, 때로는 수백 년 동안 한자리에 미동도 없이 서있다. 일단 깨어나면 전투의 아찔한 스릴과 데마시아인들을 구한다는 자부심을 음미하며 1분 1초도 허투루 쓰는 법이 없다. 그러나 그가 쟁취한 승리의 향기는 결코 달콤하지만은 않다. 아이러니하게도 그가 물리친 마법의 힘이 그에게 생명을 준 원천이기에 전쟁을 승리로 장식한 후에는 다시 깊은 잠으로 빠져든다.

### 갱플랭크, 바다의 무법자
몰락한 해적왕 갱플랭크는 잔인한 성격에다 종잡을 수 없으며 사악함은 타의 추종을 불허한다. 과거 항구도시 빌지워터를 힘으로 장악했으나 지금은 영향력을 잃었다. 하지만 사람들은 그렇기 때문에 오히려 갱플랭크가 더 미쳐 날뛰리라고 생각한다. 갱플랭크는 빌지워터를 다른 사람에게 넘기느니 다시 한 번 피바다로 만들어 버릴 인물이니까. 그리고 이제, 권총, 해적검, 화약통으로 무장한 갱플랭크가 잃었던 패권을 되찾기 위한 준비를 끝냈다.

### 그라가스, 술취한 난동꾼
그라가스는 난동꾼으로 유명하다. 적, 아군 가릴 것 없이 일단 화가 나면 무엇이든 깨부수고 보기 때문이다. 설사 그의 괴팍한 성격을 버틸 수 있다고 하더라도 그와 술자리를 함께하는 것에는 큰 위험이 따른다. 그가 담근 술을 마셨다가 어떤 일이 생길지 장담할 수 없기 때문이다. 그라가스가 술보다 좋아하는 게 있기는 할까? 일단 그가 싸움보다 술을 더 사랑한다는 것은 분명해 보인다. 얼마나 사랑하면 단순히 마시는 수준을 넘어서 자기가 손수 빚기까지 하겠는가? 주조가로서 그의 철학은 일단 무조건 더 독하고, 센 술을 빚어보겠다는 것. 이 사내는 이제껏 저 자신이 만족할 만큼 취해 본 적이 단 한 번도 없었다. 육중한 체구 덕분에 아무리 마셔도 제대로 취할 수 없었기 때문이다. 좋은 술이면 일단 마시고 보는 그에게 있어서 이건 또 이것 나름대로 고민거리가 되곤 하는 것 같다. 어느 날 밤, 술집에 있는 술통이란 술통은 죄다 비우고도 성이 차질 않던 그에게 문득 한 가지 생각이 떠올랐다. 이럴 바에야 내가 직접 만들어보면 어떨까? 취할 수 있는 술을 만들어 보자! 궁극의 술을 위한 그의 여정은 이렇게 시작되었다.

### 그레이브즈, 무법자
말콤 그레이브즈는 명성이 자자한 용병, 도박사, 도적으로, 그가 한 번이라도 발을 들였던 모든 도시와 제국에서 수배령이 떨어져 있을 정도다. 그레이브즈는 성미가 불 같지만, 범죄의 명예에 엄격한 면이 있어 자신의 이중 총열 산탄총 '운명'으로 마무리를 하는 경우가 잦다. 최근에는 트위스티드 페이트와 함께 바람 잘 날 없던 파트너 관계를 다시 맺고, 범죄의 냄새가 나는 빌지워터의 그늘진 곳에서 벌어지는 소동을 다시 한 번 주름잡고 있다. 

## ㄴ

### 나르, 잃어버린 고리
고대 요들인 나르는 익살스러운 장난을 치다가도 어린아이 같은 변덕을 부려 벌컥 화를 내며, 그럴 때면 순식간에 거대한 몸집의 야수로 변하여 주변을 마구 때려 부순다. 수천 년 동안이나 얼음 정수에 갇혀 있다가 풀려난 터라, 지금의 세계는 나르에게 진기하고 경이로운 세상이다. 호기심 많은 나르는 위험이 닥치면 오히려 즐거워하며, 뼈이빨 부메랑이든 옆에 서 있는 건물이든 닥치는 대로 집어들어 적에게 던진다.

### 나미, 파도 소환사
나미는 바다에 사는 바스타야 종족으로, 어리지만 완고할 정도로 고집이 세다. 먼 옛날 타곤 인과 맺었던 약속이 깨지자, 마라이 종족으로는 처음으로 파도 치는 바다에서 나와 마른 육지로 모험을 떠났다. 달리 해결책이 없었기에, 자신의 종족을 안전하게 지켜주는 성스러운 의식을 완수한다는 임무를 자청한 것이었다. 새로운 시대는 혼란 그 자체지만, 나미는 용기와 결단력으로 불확실한 미래를 마주한다. 그녀의 무기는 바다의 힘을 소환하는 파도 소환사의 지팡이다.

### 나서스, 사막의 관리자
자칼의 머리를 한 위풍당당한 반인반수 형상의 초월체 나서스는 고대 슈리마의 영웅적인 인물이었다. 날카로운 지력을 소유한 그는 지식의 수호자이자 최고의 전략가로서 수세기 동안 슈리마 제국을 번영으로 인도했다. 제국의 몰락 이후엔 칩거에 들어가 전설 속의 존재가 되었다. 하지만 슈리마의 고대 도시가 되살아나면서, 제국의 몰락이 다시는 일어나지 않도록 하겠다는 다짐과 함께 세상 밖으로 나왔다.

### 노틸러스, 심해의 타이탄
빌지워터에는 처음으로 물에 잠긴 부두만큼이나 오래되었다는 쓸쓸한 전설이 하나 있다. 육중한 갑옷을 걸친 노틸러스라는 이름의 거인이 푸른 불꽃 제도 해안가의 검푸른 물을 배회한다는 이야기이다. 이제는 기억나지도 않을 복수심에 사로잡힌 그는 예고도 없이 거대한 닻을 휘둘러 가여운 자들을 구하고 탐욕스러운 자들을 죽음으로 인도한다. '빌지워터의 공물'이라는 절대 어겨선 안 될 약속을 잊은 자들을 바닷속으로 끌고 들어가며, 끌려들어 간 자는 누구도 그곳에서 살아 돌아올 수 없다고 한다.

### 녹턴, 영원한 악몽
언제부터인가 자의식이 있는 존재라면 반드시 꾸는 악몽이 있었다. 그리고 그 악몽들이 모여 사악한 기운을 끌어들였고, 그 속에서 태고적 힘을 지닌 순수한 악 그 자체인 녹턴이 생겨났다. 녹턴은 혼돈을 암흑의 액체로 표현한 듯한 형상으로, 얼굴은 없으나 차디찬 눈을 지녔으며 흉흉해 보이는 칼날로 무장했다. 영혼계에서 탈출하여 생명이 깨어 있는 세계로 내려온 녹턴은 진정한 암흑에서나 피어날 법한 악몽을 먹이로 삼는다.

### 누누와 윌럼프, 소년과 설인
아주 오랜 옛날, 무시무시한 괴물을 물리쳐 영웅이 되고 싶은 소년이 있었다. 하지만 소년이 발견한 것은 마법을 부리는, 단지 친구가 필요했던 외로운 설인이었다. 고대의 힘과 눈싸움으로 하나가 된 소년 누누와 설인 윌럼프는 프렐요드 곳곳을 누비며 상상 속의 모험을 떠난다. 실종된 누누의 어머니를 찾아 나선 누누와 윌럼프. 이들이 누누의 어머니를 구한다면 영웅이 될 수 있을지도...

### 니달리, 야성의 사냥꾼
깊은 정글에서 자라난 니달리는 자신의 형태를 흉포한 쿠거로 자유자재로 변화시킬 수 있는 추적의 달인이다. 완전한 여인도, 완전한 야수도 아닌 니달리는 신중하게 배치한 덫과 재빠른 창 투척으로 모든 침입자들로부터 자신의 영역을 맹렬하게 지켜낸다. 니달리는 사냥감을 움직이지 못하게 공격한 후 쿠거 형태로 변해 덮친다. 니달리에게서 운 좋게 살아남은 몇 사람은 야생에 사는 여자가 있다는 이야기를 퍼뜨렸다. 본능이 극도로 예리하고, 발톱은 그보다도 더 예리하다고...

### 니코, 알쏭달쏭 카멜레온
오랜 세월 잊힌 바스타야의 한 부족 출신인 니코는 다른 이의 모습을 빌려 어느 무리에든 뒤섞일 수 있으며, 심지어 상대의 감정을 흡수하여 적과 아군을 한눈에 구분할 수 있다. 그 누구도 니코가 어디 있는지, 정체가 무엇인지 확신할 수 없지만, 악의를 가지고 접근하는 자는 원초적 영혼 마법의 무시무시한 힘과 함께 그녀의 진정한 모습을 보게 될 것이다.

## ㄷ
다리우스,녹서스의 실력자
녹서스 그 자체를 상징하는 인물로 다리우스만큼 어울리는 사람도 없을 것이다. 실전에서 단련된 사령관이자 녹서스 내에서조차도 두려움의 대상이니까. 다리우스는 미천한 집안에서 태어났으나 녹서스 제국의 적들을 파죽지세로 베어넘기면서 트리파르 군단 사령관이라는 지금의 자리와 권력을 획득했다. 문제는 그 적들 다수가 녹서스 인이었다는 사실이다. 다리우스는 자신의 명분이 정당하다는 것을 한 번도 의심한 적이 없으며, 도끼를 치켜들 때에도 망설임이 없다. 그러니 다리우스에게 맞서는 자는 자비를 바랄 수 없다.
다이애나,차가운 달의 분노
다이애나는 오늘날 거의 사멸된 고대 종교 '루나리'의 전사이자, 은빛 달의 화신 그 자체다. 그녀는 드높은 타곤 산 꼭대기에 떠오른 천체들의 기운을 온몸으로 받아들였고, 겨울 밤 설원처럼 은은하게 빛나는 갑옷과 초승달 검으로 무장했다. 그러나 인간을 초월한 그녀의 힘이 무엇을 위한 것인지는 아직까지 분명하지 않다. 다이애나는 이 세상에서 자신에게 부여된 사명이 무엇인지 알아내려 애쓰고 있다.
드레이븐,화려한 처형자
녹서스에서는 경기장에서 피를 흘리며 싸우고 힘을 겨루는 전사들이 있다. 검투사로 알려진 이들 중 드레이븐만큼 많은 환호를 받은 전사는 없었다. 전직 군인인 드레이븐은 극적으로 회전 도끼를 던지는 화려하고 독보적인 기술에 관중들이 환호한다는 것을 알아차렸다. 드레이븐은 요란하고도 완벽한 구경거리를 만들어내는 자신의 기술에 도취되어, 드레이븐이라는 이름을 녹서스 제국에 길이 남기기 위해 누구든 쓰러뜨리겠다고 다짐했다.

## ㄹ

### 라이즈, 룬 마법사
룬테라의 최고 마법사로 널리 알려진 라이즈는 산전수전을 겪으며 중차대한 임무를 수행하는 고대의 대마법사다. 가공할 마력과 무한한 체력을 보유한 그는, 태초에 무에서 세계를 창조한 원초적 마법의 파편인 룬을 찾기 위해 쉴 틈 없이 이곳저곳을 떠돌고 있다. 룬이 룬테라에 어떤 참사를 일으킬 수 있는지 알고 있기에 라이즈는 룬이 잘못된 손에 들어가지 않도록 빠짐없이 찾아야만 한다.

### 라칸, 매혹하는 자
활달하고 변덕스러우면서도 거부하기 힘든 매혹을 발산하는 라칸은 악명 높은 바스타야 말썽꾼이자 로틀란 부족 역사상 가장 훌륭한 전장의 춤꾼이다. 아이오니아 고원 지대에 사는 사람들에게 라칸이라는 이름은 꽤 오래 전부터 시끌벅적한 축제, 흥이 넘치는 파티, 기존의 규칙을 거부하는 음악과 동일시되고 있다. 하지만 타고난 춤꾼이자 활력 넘치는 방랑자인 라칸이 저항 운동을 하는 자야와 동반자 관계가 되었으며, 자야의 대의에 헌신하고 있다는 사실을 아는 사람은 극히 드물다.어쩌라고 잼민아

### 람머스, 중무장 아르마딜로
알 수 없는 신비의 존재 람머스. 누군가에게는 숭배의 대상이고, 또 누군가에게는 경외의 대상인 우상과도 같은 인물. 더러는 우리와 똑같은 인간으로 여겨지는 경우도 있다. 하지만 한 가지 분명한 것은 그 누구도 람머스의 정체를 제대로 알지 못한다는 것. 베일에 가려진 수수께끼의 존재라는 사실이다. 뾰족한 못이 박힌 갑옷을 입고 다니는 그를 두고 사람들은 여려가지 추측을 내놓는다. 반신반인의 존재라느니, 신성한 사제라느니, 마술에 걸린 야수일 뿐이라는 얘기까지 무척이나 다양하다. 그러나 진실이 무엇이든, 사막을 배회하며 뭐든지 제 생각대로 해버리고 마는 람머스의 의지를 꺾을 자는 아무도 없다.

### 럭스, 광명의 소녀
럭산나 크라운가드는 데마시아인으로, 마법 능력을 가진 자를 공포와 의심을 담은 편협한 시선으로 보는 환경에서 태어났다. 고귀한 가문의 딸이지만 빛을 자유자재로 다루는 마법력을 타고났기에 이 능력이 발각되면 추방당할 것이라는 두려움을 안고 어린 시절을 보냈다. 자신의 능력을 감추는 것만이 가문의 명예를 지키는 방법이라고 여겼지만, 낙천적이고 유연한 성격 덕분에 차츰 자신만의 재능을 인정하고 받아들였다. 이제 럭스는 조국 데마시아를 좀 더 화합하고 포용하는 나라로 만들려고 한다. 사일러스와의 일화가 있다.

### 럼블, 기계 악동
럼블은 한 성깔 하는 젊은 요들로, 탁월한 발명가이기도 하다. 두 손과 고철 더미만으로 전기 작살과 소이 로켓을 장착한 거대 기계 로봇을 뚝딱 만들어냈다. 고철부품으로 만든 럼블의 작품을 비웃고 조롱하는 자가 있더라도 럼블은 눈 하나 깜박하지 않는다. 어차피 전장을 휩쓸 화염방사기는 자신의 손에 있으니까.

### 레나타 글라스크, 화공남작
레나타 글라스크는 어린 시절 집의 잿더미를 딛고 일어섰다. 그때 레나타가 가진 것은 이름과 부모님의 연금술 연구 자료뿐이었다. 수십 년이 지나, 레나타는 자운에서 가장 부유한 화공 남작 겸 거물 사업가가 되었다. 그녀는 모든 사람의 이해관계를 자신과 묶어서 막대한 힘을 쌓았다. 레나타와 함께하는 자는 상상 이상의 보상을 받는다. 레나타를 거스르는 자는 그 선택을 후회하며 살아간다. 하지만 결국에는 모두가 그녀의 편에 설 것이다.

### 레넥톤, 사막의 도살자
불길에 그을린 슈리마 사막에서 다시 일어선 무시무시한 분노의 초월체, 레넥톤. 한 때 그는 슈리마 최고의 전사로서 무수한 전쟁을 승리로 이끌었다. 하지만 슈리마의 몰락과 함께 사막 아래 무덤 속에 갇혔고, 강산이 변하는 억겁의 세월을 어둠 속에서 보내면서 서서히 광기에 굴복해 갔다. 다시 자유의 몸이 된 레넥톤이 원하는 것은 단 하나, 자신을 가둔 형에 대한 복수뿐이다.

### 레오나, 여명의 빛
솔라리 성전사 레오나는 천공의 검과 여명의 방패로 타곤 산을 수호한다. 레오나의 몸은 태양의 불길로 가득하며, 피부는 별의 광채로 빛나고, 눈동자는 천체들의 기운으로 불타오른다. 황금 갑주와 어마어마한 고대의 지식으로 무장한 레오나는 어떤 이들에게는 깨우침을, 어떤 이들에게는 죽음을 선사한다.

### 렉사이, 공허의 복병
최상위 포식자 렉사이는 무자비한 공허 태생 생명체로, 땅굴을 파고 들어가 있다가 방심한 먹잇감을 덮쳐 게걸스럽게 집어삼킨다. 렉사이의 그칠 줄 모르는 식탐 때문에 위대한 슈리마 제국 전체가 초토화되었을 정도다. 사막을 오가는 상인이나 여행자들은 아무리 철저하게 무장을 했더라도 렉사이의 영토를 피하려고 일부러 멀고 먼 길을 돌아가곤 한다. 렉사이가 지평선에 보이면, 지하에서 기다리고 있는 것은 죽음 뿐이라는 것을 모르는 사람은 없다.

### 렐, 철의 여인
검은 장미단의 악랄한 실험으로 탄생한 렐은 녹서스의 정복만을 위해 달리는 생체 무기이다. 금속을 조종하는 능력 때문에 그녀는 고통과 공포로 점철된 어린 시절을 보내며 끔찍한 전투 훈련을 받아야 했다. 견디다 못한 나머지 자신을 구속한 자들을 죽이고 도망쳤고, 결국 범죄자로 낙인찍혔다. 자유의 몸이 된 렐은 이제 자신과 같은 고통을 겪던 아이들을 구출하며 녹서스 병사들을 보이는 대로 처치한다. 그리고 과거의 스승들에게는 무자비한 죽음을 안겨 주고, 약자들은 보호한다.

### 렝가, 추적하는 사자
포악한 기질의 렝가는 바스타야 종족으로, 난폭하고 사나운 생명체를 추적하고 처치하는 순간의 짜릿한 전율을 삶의 낙으로 여기는 전리품 수집가다. 그는 강하고 무시무시한 괴물을 사냥하기 위해 온 세상을 샅샅이 뒤진다. 그중에서도 그가 가장 찾고자 하는 사냥감은 그의 한쪽 눈을 앗아간 공허의 약탈자 카직스다. 렝가가 사냥을 하는 이유는 굶주린 배를 채우기 위함도, 영광을 누리기 위함도 아니다. 그는 사냥 그 자체의 즐거움을 만끽하기 위해 오늘도 먹잇감을 찾아 나선다.

### 루시안, 정화의 사도
빛의 감시자 루시안은 죽지 않는 영혼을 사냥하는 음울한 사냥꾼으로, 언데드들을 끈질기게 추적하여 유물 쌍권총으로 말살시켜 버린다. 악령 쓰레쉬의 손에 아내를 잃고 복수만을 노렸지만, 아내가 살아돌아온 후에도 루시안의 분노는 수그러들지 않았다. 외골수에다 자비를 모르는 루시안은 검은 안개가 끝없이 내뿜는 공포의 악령들에게서 살아 있는 존재들을 지키기 위해서라면 어떤 일도 서슴지 않을 것이다.

### 룰루, 요정 마법사
요들 마법사 룰루는 친구인 요정 픽스와 함께 룬테라를 돌아다니며, 꿈결같은 환상과 상상 속에서나 존재할 법한 생명체를 만들어내는 것으로 유명하다. 룰루는 내키는 대로 현실을 빚어내고, 세상의 법칙을 비틀어 버린다. 룰루가 보기에 이 세상의 물리 법칙에 따르는 제약은 시시하고 따분하다. 룰루의 마법은 좋게 본다 해도 비정상적이고 나쁘게 보면 위험하다고까지 할 수도 있겠지만, 룰루의 신념은 확고하다. 사람들에게 마법 한 번씩 맛보여 주는 게 뭐 그리 큰일이냐는 것이다. 

### 르블랑, 환술사
르블랑은 검은 장미단의 다른 구성원들조차도 본모습을 알지 못하는 신비로운 존재다. 사실 르블랑이라는 이름은 녹서스 건국 초기부터 사람들과 사건을 마음대로 홀리고 조작하던, 안색이 창백한 어느 여인이 갖고 있던 수많은 이름 중 하나에 불과하다. 르블랑은 마법으로 자신의 형체를 복제할 수 있으므로 누구에게든, 어디에든 모습을 드러낼 수 있으며 심지어 여러 장소에 동시에 존재할 수도 있다. 좀체로 남의 눈에 띄지 않고 진짜 정체를 아는 사람도 없기에, 르블랑의 진정한 동기 역시 비밀에 싸여 있다.

### 리 신, 눈 먼 수도승
리 신은 아이오니아에 전해 내려오는 고대 무술에 통달했다. 지조 높고 고결한 전사로, 싸워야 할 때에는 용의 혼의 정수를 끌어낸다. 오래 전에 시각을 잃었으나, 고향 땅의 신성한 균형을 해치려 드는 자를 막아내는 데 일생을 바치겠다는 신념은 흔들림이 없다. 명상에 잠긴 듯 고요한 태도를 얕보고 함부로 덤벼드는 적은 리 신의 불꽃 같은 주먹과 초인적 위력의 돌려차기에 속수무책으로 당한다.

### 리븐, 추방자
한때 녹서스 군의 소드마스터였던 리븐은 그녀가 정복하려던 땅에서 추방자로 살아가고 있다. 그녀는 확고한 믿음과 잔혹함에 가까운 능력에 힘입어 상급 군인으로 진급하고 전설의 룬 검과 군대를 포상으로 받았다. 그러나 녹서스에 대한 리븐의 믿음은 아이오니아 전선에서 시험대에 올랐고 결국 산산히 깨지고 말았다. 제국과의 모든 연결고리를 끊어버린 그녀는 산산이 조각난 세상 속 몸을 맡길 곳을 찾아 방랑하고 있다. 녹서스 제국이 재건되었다는 무성한 소문에도 불구하고…

### 리산드라, 얼음 마녀
리산드라는 서리방패 부족의 은둔하는 지도자로, 프렐요드 부족에게 생명과 지혜를 선사하는 추종자들을 거느린 살아있는 성인으로 여겨진다. 실상은 사악한 존재에 가까운 그녀는 원소 마법으로 얼음 정수의 힘을 어둡고 끔찍하게 왜곡시켜 자신의 깊은 비밀을 밝혀내려는 자들을 가차 없이 응징한다. 리산드라가 얼음 속에 묻은 비밀은 머지않아 룬테라에 종말을 가져올지도 모른다.

### 릴리아, 수줍은 꽃
부끄럼을 많이 타는 사슴, 릴리아는 조심스럽게 아이오니아의 숲을 배회한다. 필멸자들의 모습에 매료되면서도, 동시에 공포를 느끼는 그녀는 꿈꾸는 나무에 인간들의 꿈이 흘러들지 않는 이유를 궁금해한다. 이제 릴리아는 마법이 깃든 나뭇가지를 손에 쥐고 아이오니아를 여행한다. 이뤄지지 못한 인간들의 꿈을 찾고, 그들의 빛을 가리고 있는 공포를 없애야만 릴리아 역시 활짝 피어날 수 있기 때문이다.

## ㅁ

### 마스터 이, 우주 검사
마스터 이는 수련을 통해 심신을 갈고 닦아, 마침내 생각과 행동이 일치하는 경지에 이르렀다. 최후의 수단으로 무력을 사용할 것을 결심하기는 했지만, 마스터 이는 품위 있고 빠른 검 놀림으로 자신의 결단을 언제나 빠르게 수행했다. 아이오니아의 우주류 검술의 살아있는 마지막 전승자인 마스터 이는 자신의 '통찰의 칠안경'과 함께 제자가 되려는 후보자 중 가장 적합한 자를 꼼꼼히 조사하는 등 고향의 유산을 이어가는 데에 일생을 바친다.

### 마오카이, 뒤틀린 나무 정령
거대한 나무 정령 마오카이는 분노에 휩싸여 그림자 군도의 초자연적인 언데드와 싸운다. 마법에 의한 대격변으로 고향이 파괴되었을 때 그는 자신의 나무 심장에 스며 있는 생명의 정수로 언데드의 상태는 모면했지만 형체가 뒤틀린 복수의 화신이 되었다. 한 때는 평화를 사랑하는 자연의 정령이었으나 이제 그는 그림자 군도를 뒤덮은 언데드를 몰아내고 아름답던 고향의 옛 모습을 되찾기 위해 맹렬하게 싸운다.

### 말자하, 공허의 예언자
말자하는 모든 생명체를 하나로 결합시키겠다는 사명에 전심전력을 바치는 예언자다. 그는 근래 룬테라를 덮치기 시작한 공허야말로 룬테라를 구원하는 길이라고 진심으로 믿고 있다. 모래 가득한 슈리마의 황무지에서, 말자하는 머릿속에서 울리는 속삭임이 이끄는 대로 따라간 끝에 이케시아에 다다랐다. 이제는 폐허가 되어버린 이케시아 한가운데에서 그는 공허의 어두운 심장부를 들여다보았고, 새로운 힘과 목적을 부여받았다. 이제 말자하는 자신을 목자로 칭한다. 그에게 주어진 힘으로 인간을 공허라는 우리 안으로 인도할 수도 있고, 아니면 땅밑에서 우글거리는 공허충을 이 세계에 풀어놓을 수도 있기에.

### 말파이트, 거석의 파편
살아있는 바위로 된 거대 생물 말파이트는 거석이라 불리는 이쉬탈 구조물의 심장부에서 태어났다. 그는 자신의 강력한 힘을 이용해 혼돈으로 가득한 세계에서 질서를 수호하기 위해, 그리고 지하에 들끓는 어둠의 존재들을 파괴하기 위해 수백 년간 룬테라의 원소 균형을 연구했다. 기나긴 잠을 계속해서 방해받은 말파이트는 인간의 변덕을 인내하며 마지막 남은 거석의 파편에 걸맞은 대의를 추구하고자 한다.

### 모데카이저,  강철의 망령
이미 두 번이나 죽었지만 세 번째로 되살아난 모데카이저는 옛 시대의 잔혹한 군주로서 강령술을 사용해 영혼들을 영원한 노예로 만든다. 지금은 그의 정복 활동을 기억하거나, 그의 진정한 힘을 아는 이는 거의 없다. 하지만 모데카이저에 대해 잘 아는 일부 고대인들은 그가 다시 돌아와 산 자와 죽은 자 모두를 지배할 날이 도래할까 봐 두려워한다.

### 모르가나, 타락한 자
천상의 힘과 필멸의 육신 사이에서 고뇌하던 모르가나는 자신의 날개를 묶고 다시 인간의 삶을 살면서 부정하고 타락한 자들을 벌한다. 그녀는 데마시아의 부당한 법과 전통을 거부하며, 왕국의 그림자 속에서 암흑 불꽃으로 만든 방패와 사슬로 진실을 억압하려는 자들에 맞서 싸운다. 추방당하고 버림받은 자라고 해도 언젠가 다시 돌아올 수 있다고 믿기 때문이다.

### 문도 박사,  자운의 광인
끔찍한 보라색 피부의 문도 박사는 죄책감이라고는 없는 미치광이 살인마이자 자운 사람들이 몹시 어두운 밤에 집 밖에 나가지 못하는 이유이기도 하다. 단음절로 말하는 이 흉측한 괴물은 오직 고통만을 주거나 받기를 원하는 것처럼 보인다. 대형식칼을 새털같이 가볍게 휘두르는 문도는 자운 시민 수십 명을 붙잡아 의미도 목적도 전혀 없어 보이는 ‘수술’로 사악하게 고문한 것으로 악명이 높다. 문도 박사는 잔인하고 예측 불가하다. 그저 가고 싶은 데로 간다. 그리고 엄밀히 말해 박사도 아니다.

### 미스 포츈, 현상금 사냥꾼
빌지워터의 선장 사라 포츈은 미모로도 유명하지만 무자비한 일처리 때문에 공포의 대상이기도 하다. 틀로 찍어낸 듯 똑같은 빌지워터의 범죄자들 사이에서 그녀는 단연 돋보이는 존재다. 어릴 적 자신의 가족이 해적왕 갱플랭크에게 살해당하는 것을 목격했고 부모님이 갱플랭크를 위해 만든 총을 지금은 미스 포츈 즉 사라 포춘이 가지고 있다.세월이 흐른 후 갱플랭크가 타고 있던 기함을 불태우는 것으로 잔혹한 복수극을 완성했다. 사라 포츈을 과소평가했다가는 그 매력에 가려진 예측불허의 실력에 기겁을 하거나... 배에 총알 구멍이 날 수도 있다.

## ㅂ

### 바드, 영겁의 수호자
별 너머에서 온 여행자 바드는 뜻밖의 발견과 예기치 않은 행운을 수호하며, 삶이 무심한 혼돈을 견딜 수 있도록 우주의 균형을 유지하기 위해 싸운다. 룬테라 인들은 바드가 신비하고 초월자적인 존재라는 내용의 노래를 곧잘 흥얼거리지만, 이 우주의 방랑자가 강력한 마법의 힘이 깃든 유물에 집착한다는 사실은 모든 룬테라 인이 동의하는 바다. 하지만 유익한 정령들이 내는 환희 어린 합창에 둘러싸인 바드가 악의를 지니고 있는 것은 아닐 터이다. 바드는 필멸의 존재보다 더 큰 선을 지키고자 할 뿐이다... 다만 그 방식이 기이할 뿐.

### 바루스, 응징의 화살
바루스는 고대 다르킨 중 한 명으로, 적이 거의 미쳐 버릴 정도로 고통을 준 뒤에야 화살을 날려 숨통을 끊는 것을 즐기는 치명적인 암살자이다. 다르킨 전쟁 말미에는 갇히는 신세가 되었으나 몇백 년 후 아이오니아 사냥꾼 두 명의 육신을 빼앗는 방식으로 탈출했다. 두 사냥꾼은 자신들도 모르게 바루스를 풀어준 형국이 되었고 이제는 그의 육신이 되어 바루스의 정기가 갇힌 활을 짊어질 수밖에 없는 운명이 되었다. 바루스는 이제 잔인한 복수를 위해 자신을 가둔 자를 찾아다니지만, 내면에 있는 필멸자들의 영혼이 바루스에게 끈질기게 저항한다.

### 바이, 필트오버의 집행자
자운의 암흑가에서 범죄를 일삼던 다혈질 성격의 바이는 충동적이고 성급한 데다 권위에 대한 존중이라고는 눈곱만큼도 없다. 어릴 적부터 혼자 자라다시피 한 그녀는 생존 본능이 치열하고 유머감각은 사악할 만큼 냉소적이다. 하지만 이제 바이는 필트오버의 평화 유지를 위해 보안관이 되어 육중한 벽을 단숨에 부술 만큼 무시무시한 마법공학 건틀릿을 휘두르며 범죄자를 색출하고 있다.

### 베이가, 악의 작은 지배자
열정적인 요들 마법사 베이가는 다른 이들이 감히 범접하지 못했던 힘을 받아들였다. 한때 밴들 시티에서 자유로운 영혼으로 살았던 그는 유한한 생명을 가진 자들이 구사하는 천체 마법에 대해 더 깊이 탐구하고자 했으나, 그러한 타고난 호기심도 결국 불멸의 요새에 갇혀있는 동안 왜곡되고 변질됐다. 베이가는 별의 어두운 힘을 언제든 소환할 수 있는 완강한 존재이지만 종종 다른 이들에게 과소평가되기도 한다. 그는 자신이 진정으로 사악한 존재라고 믿지만, 어떤 이들은 아직도 그의 이면에 숨겨진 동기를 의심하고 있다...

### 베인, 어둠 사냥꾼
가차 없는 괴물 사냥꾼 샤우나 베인은 가족을 몰살한 마녀를 찾아 죽이기로 맹세했다. 손목에 장착된 석궁과 복수심에 불타는 마음으로 무장한 베인이 진정 행복할 때는 오직 그림자 속에서 질풍처럼 은화살을 날려 흑마법을 연구하는 자나 흑마법이 만들어낸 창조물을 벨 때뿐이다.

### 벡스, 그림자의 주인
그림자 군도의 검은 심장은 고독한 요들 하나가 망령의 안개 속 터덜터덜 걸으며 그 어두운 불행을 즐긴다. 청소년 특유의 끝없는 고뇌와 강력한 그림자를 달고 다니는 벡스는 혐오스러운 활기로 가득한 일반 세계와 거리를 두고 자신이 만들어 낸 우울함 속에서 살아간다.야심은 부족하시만 침울한 분위기로 사전에 모든 침입자를 막으며 순식간에 색깔과 행복을 없앤다.

### 벨코즈, 공허의 눈
벨코즈가 룬테라에 나타난 첫 번째 공허 태생인지는 확실하지 않다. 다만 벨코즈만큼 잔혹하면서 계산적인 지성체는 이제껏 존재하지 않았다. 다른 공허태생들은 주변의 모든 것을 닥치는 대로 집어삼키고 부패시키지만, 벨코즈는 현실 세계뿐 아니라 현실 세계에 사는 호전적이고 낯선 생명체들을 자세히 관찰하고 연구하여 공허가 이용할 수 있는 약점을 찾아낸다. 그렇다고 벨코즈가 그저 수동적인 관찰자라는 말은 아니다. 위협을 느끼면 치명적인 플라즈마 광선을 발사하거나 세상의 구성 자체를 분열시키는 방식으로 반격하기 때문이다.

### 볼리베어, 무자비한 폭풍
추종자들에게 볼리베어는 여전히 폭풍 그 자체이다. 강력하고 야만적이며 고집스러울 정도로 단호한 그는 프렐요드의 동토에 필멸자들이 나타나기 전부터 존재했다. 다른 반신들과 함께 일구어낸 그 땅을 무척이나 아끼는 볼리베어는 나약하기 그지없는 문명의 발달을 극도로 혐오했고, 결국 거칠고 폭력적이었던 옛 전통을 되찾기 위해 싸움을 시작한다. 그 앞을 가로막는 자는 누구든 볼리베어의 이빨과 발톱, 천둥의 위력을 맛보게 될 것이다.

### 브라움, 프렐요드의 심장
축복받은 거대 이두박근과 그보다도 더 크고 호방한 마음을 지닌 브라움은 프렐요드 주민들이 사랑해 마지않는 영웅이다. 프로스텔드 북방에서 연회가 열리면 빠지지 않는 순서가 바로 브라움의 팔힘에 건배를 하는 것이다. 전설에 따르면 브라움은 단 하룻밤에 오크나무 숲 전체를 베어버렸고, 산 하나를 주먹으로 부수어 돌무더기로 만들어 버렸다고 한다. 마법이 깃든 동굴 문짝을 방패 삼아 들고, 근육만큼이나 커다란 콧수염 아래 사람 좋은 미소를 활짝 띤 브라움은 얼어붙은 북방을 배회한다. 도움이 필요한 이들의 진정한 친구가 되기 위해.

### 브랜드, 타오르는 복수
한때는 얼음으로 뒤덮인 프렐요드의 부족민이었던 케간 로디, 지금은 브랜드라고 알려진 그는 더 큰 힘을 탐하는 자들에게 교훈을 준다. 전설적인 세계 룬을 찾아다니던 케간은 동료들을 배신하고 룬을 차지했다. 그리고 그 순간 케간이라는 남자는 재가 되어 사라졌다. 영혼은 불타버렸고, 몸은 살아 있는 불꽃을 담는 그릇이 되었다. 이제 브랜드는 또 다른 룬을 찾아 발로란을 떠돌며 필멸자로 몇 번의 생을 살아도 겪을 수 없을 고통을 감내했던 과거를 떠올리며 복수를 맹세한다.

### 블라디미르, 진홍빛 사신
필멸자의 피에 굶주린 악마 같은 존재 블라디미르는 녹서스 건국 초기부터 제국의 정사에 관여해 왔다. 그는 비정상적인 수명 연장과 혈마법을 통해 다른 이의 정신과 육체를 제 것인 듯 손쉽게 통제할 수 있다. 그는 이 능력을 이용해 녹서스 귀족들의 화려한 사교 모임에서 명성을 날리며 광적인 지지 세력을 구축하는 한편, 뒤에서는 적들의 피 한 방울 까지도 잔인하게 말려 버린다.

### 블리츠크랭크, 거대 증기 골렘
블리츠크랭크는 지하도시 자운의 기술이 만들어낸 거대한 기계로 사실상 파괴불가능에 가깝다. 원래는 자운을 뒤덮은 유독 폐기물을 처리하기 위해 만들어진 골렘이었으나, 연약하기 짝이 없는 자운 시민들을 지키기 위해서는 폐기물을 치우는 것만으로는 모자란다고 판단하여 스스로 형체를 변형시키기에 이르렀다. 블리츠크랭크는 골렘다운 힘과 내구성을 사심 없이 활용하여 사람들을 보호하고, 말썽꾼이 눈에 띄면 강철 주먹을 내지르거나 에너지를 분출하여 진압한다.

### 비에고, 몰락한 왕
비에고는 오래전 잊힌 왕국의 지배자였다. 천년도 전에 그는 아내 이졸데를 죽음에서 되찾고자 시도한 끝에 현재 대몰락으로 불리는 마법 재해를 일으켰다. 그 안에서 죽음을 맞은 비에고는 강력한 망령이 되었으나, 죽은지 수백년이 지난 왕비를 향한 집착에 여전히 고통받았다. 이제 비에고는 몰락한 왕으로 군림하여 죽음의 해로윙을 지배한다. 이졸데를 치유할 가망이 있는 것이라면 무엇이든 찾아 룬테라를 뒤지며, 잔혹한 심장의 상처에서 끝없이 쏟아지는 검은 안개로 그 앞길을 가로막는 이를 남김없이 처단한다.

### 빅토르, 기계화의 전령관
새로운 기술 시대의 도래를 알리는 전령 빅토르는 인류의 진보에 평생을 바쳤다. 인류의 지식수준을 한 단계 높이고자 하는 이상을 마음속에 간직한 채 기술의 영광된 진화만이 인간의 잠재력을 완전히 발현시킬 수 있는 유일한 방법이라고 믿는다. 강철과 과학의 힘을 빌려 기계 인간으로 거듭난 빅토르는 인류의 밝은 미래를 구현하기 위해 온 힘을 다한다.

### 뽀삐, 망치의 수호자
룬테라에는 용맹한 챔피언이 넘쳐나지만 뽀삐만큼 끈기 넘치는 이는 찾아보기 힘들다. 제 키의 두 배는 되는 망치 오를론을 들고 다니는 뽀삐는 오랫동안 망치의 정당한 주인이자 전설의 주인공인 데마시아의 영웅을 찾아 비밀스럽게 헤매고 있다. 그 때까지 뽀삐는 충실히 전투로 돌격해 망치를 크게 휘둘러 왕국의 적을 모두 날려 버린다.

## ㅅ

### 사미라, 사막의 장미
사미라는 죽음의 순간에서도 눈 하나 깜짝하지 않는다. 그저 어디에 있든 도전을 찾아 헤맬 뿐이다. 어린 시절 슈리마의 고향이 파괴된 후로 녹서스에서 자신의 길을 찾았고, 그때부터 화려하면서도 무모한 방식으로 위험한 임무를 탁월하게 완수하는 자라는 명성을 쌓았다. 검은 화약을 담은 권총과 자신을 위해 정교히 만들어진 칼날과 함께, 사미라는 생사의 상황에서 빠른 몸놀림과 재능으로 그녀의 앞을 가로막는 자들을 모두 제거한다.

### 사이온, 언데드 살인병기
사이온은 옛 시절의 난폭한 장군이다. 그는 맨손으로 데마시아 국왕의 숨통을 끊어 녹서스 국민의 존경을 받지만, 죽어서도 평온을 얻지 못하고 되살아나 제국을 위해 전투를 계속한다. 하지만 생전의 기억을 거의 다 잃어버린 그는 아군과 적군을 가리지 않고 무차별적인 학살을 자행한다. 부패한 피부 위로 조악한 갑옷을 씌운 채, 사이온은 제멋대로 적진으로 뛰어든다. 그리고 거대한 도끼를 휘두르며 잃어버린 자아를 찾기 위해 애쓴다.

### 사일러스, 해방된 자
데마시아의 빈민 구역, 드레그본에서 자란 사일러스는 위대한 도시의 어두운 면을 상징한다. 숨겨진 마력을 탐지하는 능력을 지닌 사일러스는 어렸을 때 마력척결관들의 눈에 띄지만, 결국 마력척결관을 상대로 마력을 사용하면서 감옥에 갇힌다. 감옥에서 탈출한 사일러스는 이제 불굴의 혁명가로 살며 한때 자신이 섬겼던 왕국을 파괴하기 위해 주변 사람들의 마법을 이용한다. 추방자들로 이루어진 사일러스의 마법사 군단은 날로 그 기세를 더해가는 듯 보인다.

### 샤코, 악마 어릿광대
샤코는 오래 전, 외로움을 타던 어느 왕자를 위한 장난감으로 만들어졌다. 하지만 이제는 살육과 참사를 즐기는 마법 깃든 인형이다. 이전에는 친절한 마음씨를 지닌 광대였지만, 흑마법으로 타락하고 사랑하는 이를 잃은 상실감 때문에 오로지 불쌍한 인간들을 고문하는 것에서만 기쁨을 느끼게 되었다. 장난감과 단순한 속임수를 이용하여 상대를 농락하고 목숨을 빼앗은 다음, 유혈낭자한 '유희'의 결과에 만족하며 웃는다. 한밤중에 음산한 웃음소리가 들리는가? 그렇다면 이 악마의 어릿광대에게 다음 장난감으로 선택을 받은 것인지도 모른다.

### 세나, 구원자
세나는 어린 시절부터 초자연적인 검은 안개에게 쫓기는 저주에 걸렸고, 이 때문에 빛의 감시단이라는 성스러운 결사단에 들어가 검은 안개를 퇴치하려 맹렬히 싸웠지만 결국 죽음을 맞고 말았다. 세나의 영혼은 잔인무도한 악령 쓰레쉬의 랜턴에 갇혀버렸다. 하지만 랜턴 속에서도 희망의 끈을 놓지 않았던 세나는 검은 안개를 이용하는 법을 알아냈고, 새로운 생명을 얻어 되살아났다. 과거의 자신과는 완전히 달라진 채… 이제 세나는 검은 안개가 스스로를 물리치게 하는 방법으로 검은 안개를 퇴치하려 한다. 세나의 유물 무기가 불을 뿜을 때마다, 검은 안개에 희생된 영혼은 구원을 받는다.

### 세라핀, 노래하는 별
필트오버 출신의 부모를 둔 세라핀은 필트오버에서 태어나 신비해진 사람의 영혼의 소리를 들을 수 있다. 세상이 그녀에게 노래하고 그녀 또한 답가를 불렀다. 어린 시절에는 이 소리가 그녀를 억눌렀지만 이제 그녀는 영감을 위해 소리를 이끌어내고 혼돈을 협화음으로 바꿀 수 있게 되었다. 세라핀은 사람들을 위해 공연하며 시민들에게 그들은 혼자가 아니고 함께일 때 더 강하며, 그들의 잠재력은 무한하다는 것을 일깨워준다.

### 세트, 우두머리
점점 세력을 더해 가는 아이오니아 범죄 세계의 우두머리 세트는 녹서스와의 전쟁이 끝남과 동시에 두각을 드러내기 시작했다. 나보리 투기장의 신인 투사로 등장한 그는 무지막지한 힘과 상상을 초월하는 맷집으로 금세 유명인사가 되었고, 결투를 계속하며 적수가 없게 되자 결국 스스로 투기장의 주인 자리에 올랐다.

### 세주아니, 혹한의 분노
잔혹하고 무자비한 전쟁의 어머니, 세주아니가 이끄는 겨울 발톱 부족은 프렐요드에서도 가장 두려운 부족 중 하나로 꼽힌다. 세주아니의 부족은 자연과의 필사적인 투쟁을 통해 생존하고 녹서스와 데마시아, 아바로사를 약탈하면서 혹독한 겨울을 난다. 세주아니는 아무리 위험한 전투라고 할지라도 자신의 드류바스크 멧돼지 브리슬을 타고 공격을 진두지휘하며 얼음 정수 철퇴를 휘둘러 적을 얼리고 산산조각 낸다.

### 소나, 연주의 달인
소나는 현악기 에트왈의 데마시아 최고 거장으로, 오로지 우아한 화음과 심금을 울리는 아리아로만 말한다. 소나는 그 특유의 고상한 태도 때문에 상류층의 사랑을 차지했지만 소나의 마법과도 같은 선율이 실제로 데마시아의 금기 중 하나인 마법의 일종이라고 의심하는 이들도 있었다. 소나는 낯선 이들에게는 침묵하고 있는 것으로 보이지만 가까운 지인들은 그녀를 이해하고 있다. 소나는 아군의 상처를 어루만지기 위해서 뿐 아니라 방심하고 있는 적을 공격하기 위해서 현을 튕겨 화음을 낸다.

### 소라카, 별의 아이
소라카는 폭력을 선호하는 본능과 무지함 때문에 고통을 겪고 있는 필멸자들을 보호하기 위해 자신의 불멸성을 포기하고 천상계를 떠나 룬테라를 방랑하고 있다. 마주치는 모든 이에게 연민과 자비의 덕목을 전파하려 애쓰고, 방향을 잃은 자들을 안내하며, 상처 입은 자들을 치유한다. 룬테라의 온갖 갈등 상황을 목격했음에도, 소라카는 아직 룬테라 주민들이 자신들의 가능성을 온전히 찾아내지 못했을 뿐이라고 믿고 있다.

### 쉔, 황혼의 눈
쉔은 '킨코우'라고 하는 아이오니아 비밀결사단의 수장이자 '황혼의 눈'이다. 감정, 편견, 아집에서 벗어나는 자유로운 정신을 유지하려 노력하며, 영적 세계와 현실 세계 사이에서 감정에 흔들리지 않는 공명정대함을 실현하기 위해 그 누구도 걷지 않았던 길을 걷는다. 두 세계 사이의 균형을 맞추는 임무를 맡았기에, 그 균형을 위협하려는 자에게 강철검을 휘두르고 신비한 기운을 사용한다.

### 쉬바나, 하프 드래곤
심장 속에 강력하고 순수한 원소 마법의 힘을 품고 있는 쉬바나는 평소에 인간의 모습을 하고 있으나, 필요할 경우 무시무시한 용으로 변신해 불타오르는 숨결로 적을 불태운다. 왕자 자르반 4세의 목숨을 구해준 덕분에 그의 친위대에 들어갈 수 있었지만, 자신을 향해 의심의 눈길을 보내는 데마시아인들의 신임을 얻는 일이 쉽지만은 않다.

### 스웨인, 녹서스 대장군
제리코 스웨인은 오로지 힘만을 숭상하는 확장주의 국가 녹서스를 탁월한 예지력으로 이끄는 지도자다. 아이오니아 전쟁에서 부상을 당해 절름발이가 되고 왼팔을 잃었지만, 가차 없는 결단력으로 제국을 통치하는 자리에까지 올랐다. 악마에게 새로이 받은 왼팔과, 그 못지않게 악마 같은 수를 써서… 이제 스웨인은 최전선에서 군을 지휘하며 자신만이 볼 수 있는 어둠, 주변에 흩어진 시체에 몰려든 새까만 까마귀들에서 얼핏얼핏 목격한 광경이 다가오는 것에 대비하고 있다. 희생과 비밀의 소용돌이 속에서도 가장 큰 비밀은, 진정한 적은 내부에 있다는 것이다.

### 스카너, 수정 선봉장
슈리마의 깊은 계곡에 서식하는 강력한 수정 전갈 스카너는 브래컨의 혈통을 지녔다. 브래컨 종족은 뛰어난 지혜를 갖고 있으며, 마법과 긴밀한 연관이 있는 것으로 잘 알려져 있다. 브래컨의 육체는 선조대의 모든 사상과 기억이 내재되어 있는 생명 수정과 결합되어 있다. 아주 오래전 어느 날, 이들은 멸종을 막기 위해 동면에 들어갔다. 그런데 최근 들어 발생한 매우 위협적인 사건들로 스카너가 이 깊은 잠에서 깨어났다. 이제 스카너는 위해를 가하는 적들로부터 동면 중인 동족을 보호하기 위해 홀로 외로운 사투를 벌이고 있다.

### 시비르, 전장의 여제
시비르는 슈리마 사막 지대에서 명성이 자자한 용병 대장이다. 전설에 등장할 법한 보석 박힌 십자날 검을 휘두르며 숱한 전투에서 승리, 비싼 의뢰비를 지불한 고객들을 실망시킨 적이 없다. 또한 시비르는 옛 슈리마 제국의 지하묘지에 잠들어 있는 보물을 찾아내는 일에도 남다른 자부심을 갖고 있다. 물론 두둑한 보상금을 받아내는 것도 잊지 않지만… 슈리마 제국을 이끌었던 고대의 존재들이 돌아오면서, 시비르도 운명의 갈림길에 놓이게 된다.

### 신 짜오, 데마시아의 호위무사
신 짜오는 데마시아 왕가에 충성하는 불굴의 전사다. 한때 녹서스의 투기장으로 끌려가 셀 수 없이 많은 결투를 치렀지만 결국 살아남은 그는 자르반 3세가 이끄는 부대와의 전투에서 과거의 삶을 청산하고 고결한 대의를 추구하는 새로운 삶을 살기로 한다. 신 짜오는 자신이 아끼는 삼조창을 들고 이제 어떤 적이나 상황에 맞닥뜨리더라도 물러서지 않고 새로운 조국을 위해 싸운다.

### 신드라, 어둠의 여제
신드라는 강대한 힘을 자유자재로 다루는 아이오니아의 마법사로 공포의 대상이다. 어렸을 때 마법의 힘을 내키는 대로 무모하게 쓰고 다니는 바람에 마을 장로들을 기겁하게 만들었고, 그래서 집을 떠나 먼 곳에서 통제력을 배워야 했다. 하지만 몇 년이나 자신을 가르쳐 주던 스승이 실제로는 자신의 마법을 억제하고 있었다는 사실을 알게 된 순간, 신드라의 배신감과 마음의 상처는 마법의 힘에 의해 어두운 빛을 발하는 에너지 구체로 형상화되었다. 이제 신드라는 자신을 통제하려 드는 자는 누구든 살려두지 않을 것이다.

### 신지드, 미친 화학자
신지드가 자운에서 가장 머리 좋은 화학자라는 데에는 이견이 없다. 그는 지식의 한계를 돌파하는 데 자신의 삶을 몽땅 바쳤다. 아무런 대가도 바라지 않았건만, 신지드에게 돌아온 대가는 너무 가혹했다. 바로 정신이 나가 버린 것이다. 광기를 얻는 방법이라도 알아낸 것일까? 신지드가 만들어 내는 혼합물은 실패하는 법이 거의 없지만, 사람들의 눈에 신지드는 이미 인간성을 모두 잃고 고통과 공포로 얼룩진 독극물의 자취를 남기는 사악한 과학자일 뿐이다.

### 쓰레쉬, 지옥의 간수
그림자 군도의 악령 쓰레쉬는 남에게 고통을 가하는 것을 즐기는 데다 교활하기까지 하다. 이 세상에 고통을 전파하겠다는 야심에 넘쳐 잔혹한 사냥을 멈추지 않는다. 과거에는 무수한 비전 비밀을 지키던 관리인이었으나 생명이나 죽음보다 더 막강한 힘에 굴복하여 지금 같은 악령이 되었다. 이제 쓰레쉬는 직접 개발한 독창적인 고문 방법으로 사람들을 고통에 빠뜨리고 서서히 정신을 파괴하는 데만 재미를 느끼고 있다. 쓰레쉬에게 붙잡히면 목숨이 끊어지더라도 그 손아귀에서 벗어날 수 없다. 쓰레쉬가 자신이 들고 다니는 끔찍한 랜턴에 영혼을 가두고 영원히 끝나지 않는 고통을 가하기 때문이다.

## ㅇ

### 아리, 구미호
영혼 세계의 마법과 선천적으로 연결된 아리는 먹잇감의 감정을 조종하고 정수를 집어삼킬 수 있는 여우 모습의 바스타야로, 영혼을 먹어 치울 때마다 그 안에 담긴 지혜와 기억의 편린을 받아들인다. 강력하면서도 불안정한 포식자였던 아리는 이제 조상들의 흔적을 찾아 세상을 여행하며 지금껏 훔친 기억을 버리고 스스로 자신만의 추억을 쌓으려 한다.

### 아무무, 슬픈 미라
뼛속까지 올라오는 외로움과 쓸쓸함 속에 살아가는 아무무. 평생을 오로지 마음을 나눌 수 있는 단 한 명의 친구를 찾아 헤매는, 고대 슈리마 제국의 가엾은 영혼이다. 끔찍한 저주를 받은 아무무는 영원히 혼자인 채로 남겨졌다. 그 저주란 지독하리만큼 잔인했다. 상대가 누구든 아무무와의 신체적 접촉은 죽음을 의미했고 정서적 교류는 파멸을 불러왔다. 그의 운명을 아는 한 누구도 그를 가까이하려 들지 않았다. 간혹 아무무를 봤다는 이들은 그를 두고 '살아있는 시체'라고 표현했다. 푸르스름한 붕대로 전신을 감고 있는 작은 체구의 그 존재는 마치 미라와 같다고도 했다. 아무무에 관한 이야기는 수 세대를 거쳐 전해 내려오면서 갖가지 신화나 설화, 그리고 구전동화 등 여러 이야기의 바탕이 되었다. 그래서 어디까지가 사실이고 어디서부터가 허구인지 분별하기란 결코 쉽지 않다.

### 아우렐리온 솔, 별의 창조자
아우렐리온 솔은 천상의 경이로운 별들을 손수 빚어 한때 텅 비어있던 광활한 우주를 수놓았다. 그러나 이제 그는 속임수로 자신을 복종시킨 우주 제국의 명령에 따라 자신의 막강한 힘을 발휘해야 하는 처지가 되었다. 아우렐리온 솔은 그들의 명령을 뿌리치고 다시 원래대로 되돌릴 수 있었지만 그러면 주변 행성들이 파괴되어 어쩔 수 없이 그들의 명령을 따른다.

### 아이번, 자연의 아버지
자연의 아버지로 잘 알려진 아이번 브램블풋은 룬테라 전역의 숲을 돌아다니며 생명을 가꾼다. 반은 인간, 반은 나무의 형상을 한 그는 자연의 비밀을 속속들이 알고 있을 뿐 아니라 땅에서 자라고, 하늘을 날고, 초원을 달리는 모든 것과 깊은 친분을 맺고 있다. 아이번은 자연 속에서 만나는 모든 이에게 자신만의 지혜를 나누어 주고, 숲을 풍성하게 가꾸며, 때로는 입이 가벼운 나비들에게 비밀을 맡기기도 한다.

### 아지르, 사막의 황재
불멸을 꿈꾸던 고대 슈리마의 거만한 황제, 아지르. 그의 오만은 생애 최전성기에 그를 배반과 죽음으로 몰아 넣었다. 그 후 수천 년이 흘렀고, 아지르는 가공할 힘을 지닌 초월체로 다시 태어났다. 사막 아래 묻혀 있던 그의 도시가 지표면 위로 솟아 오르는 장관을 목도하며 아지르는 슈리마 제국의 옛 영광을 되살리겠노라고 다짐한다.

### 아칼리, 섬기는 이 없는 암살자
킨코우 결사단과 그림자의 권이라는 지위를 버린 아칼리는 아이오니아인들에게 필요한 강력한 무기가 되어 홀로 싸우고 있다. 스승 쉔의 가르침을 잊지 않은 채 아이오니아의 적을 하나씩 암살하기로 맹세했다. 아칼리의 살행은 은밀할지 모르나 그녀의 메시지는 대륙 전체를 뒤흔든다. "경외하라. 나는 섬기는 이 없는 암살자다."

### 아크샨, 떠도는 감시자
상반신을 드러낸 아크샨은 위험에 직면하면 눈썹을 치켜올리며 당당한 카리스마, 정의로운 복수심으로 악과 맞서 싸운다. 전투에서 뛰어난 은신술을 발휘하며 적의 눈을 피한 후 제일 예기치 못한 순간 다시 모습을 드러낸다. 불타는 정의감과 죽음을 되돌리는 전설적인 무기로 룬테라의 수많은 악한들이 저지른 잘못을 바로잡으며 '멍청이가 되지 말자'라는 자신만의 도덕적 기준에 따라 살아간다.

### 아트록스, 다르킨의 검
한때는 공허에 맞서 싸웠던 슈리마의 명예로운 수호자 아트록스와 그의 종족은 결국 공허보다 위험한 존재가 되어 룬테라의 존속을 위협했지만, 교활한 필멸자의 마법에 속아넘어가 패배하게 되었다. 수백 년에 걸친 봉인 끝에, 아트록스는 자신의 정기가 깃든 마법 무기를 휘두르는 어리석은 자들을 타락시키고 육신을 바꾸는 것으로 다시 한번 자유의 길을 찾아내었다. 이제 이전의 잔혹한 모습을 닮은 육체를 차지한 아트록스는 세상의 종말과 오랫동안 기다려온 복수를 열망한다. 바로 완전한 소멸을.

### 아펠리오스, 신념의 무기
달 그림자에서 나타나는 아펠리오스는 음울한 적막 속에서 적을 쓰러뜨린다. 정확한 조준과 총성만이 그의 목소리를 대신한다. 독에 중독되어 말을 할 수 없게 되었지만 머나먼 사원에 있는 쌍둥이 여동생 알룬이 그를 인도하며 월석의 힘을 그의 손에 쥐여 준다. 하늘에서 달이 빛나는 한 아펠리오스는 결코 혼자가 아니다.

### 알리스타, 미노타우로스
비할 데 없이 강력한 전사라는 평판이 자자한 알리스타는 녹서스 제국에게 부족 전체가 몰살당한 이래 그 복수를 꿈꾸고 있다. 노예로 잡힌 후 참혹한 전투를 거듭해야 하는 검투사 신세가 되었으나, 그 누구도 꺾을 수 없는 의지가 있어 마음 깊은 곳까지 야수로 변하지는 않았다. 알리스타는 노예라는 구속에서 벗어나 자유의 몸이 된 후에도 탄압당하고 기댈 곳 없는 자들을 위해 싸우고 있다. 알리스타의 분노는 그의 뿔이나 발굽, 주먹 못지 않게 적들이 두려워하는 무기이기도 하다.

### 애니, 어둠의 아이
순수함 속에 아이답지 않은 위험한 모습을 간직한 애니는 불을 다루는 강력한 마법사다. 녹서스 북부의 산속에서 그림자처럼 숨어지내면서도 그녀의 마법은 두각을 드러냈다. 아기였을 때부터 예측할 수 없는 감정의 분출과 함께 타고난 화염 친화성을 보인 애니는 곧 이런 '재주'를 제어할 수 있게 되었다. 화염을 두른 파괴적인 곰 '티버'를 곰 인형으로 소환하는 것을 좋아하고, 끝 모를 동심을 품은 애니는 언제나 어두운 숲을 거닐며 같이 놀 누군가를 찾고 있다.

### 애니비아, 얼음 불사조
애니비아는 프렐요드를 지키기 위해 끊임없는 삶, 죽음과 부활의 순환을 인내하는 자애로운 날개 달린 영혼이다. 자비를 모르는 얼음과 매서운 바람에서 태어난 반신으로, 그녀는 이런 자연의 힘을 이용해 감히 그녀의 고향을 휘젓는 자들에게 본때를 보여준다. 애니비아는 추운 북쪽에 터를 잡은 부족들을 이끌고 보호하며, 그들은 그녀를 희망의 상징이자 큰 변화의 징조로 숭배한다. 자신을 희생해도 이전 기억을 품은 채 새로운 내일로 부활할 것을 알기에 애니비아는 전력을 다해 싸운다.

### 애쉬, 서리 궁수
아바로사 부족의 냉기의 화신이자 전쟁의 어머니인 애쉬는 북방에서 가장 규모가 큰 군단을 이끌고 있다. 절제력이 뛰어나고 총명한 데다 이상주의적인 면을 갖추고 있지만 지도자라는 역할을 부담스러워하기도 한다. 고대 마법의 힘이 흐르는 혈통을 이어받았기에 얼음 정수의 활을 무기로 사용할 수 있다. 아바로사 부족민들은 애쉬가 전설 속 영웅 아바로사 여왕의 화신이라고 굳게 믿으며, 애쉬는 이들과 함께 먼 옛날 자신의 부족이 살았던 영토를 되찾아 다시 한 번 프렐요드를 통일하려 한다.

### 야스오, 용서받지 못한 자
굳은 결의를 품은 아이오니아의 전사는 날렵한 검술과 바람을 자유로이 다루는 능력으로 적을 쓰러뜨린다. 젊은 시절, 자부심으로 가득 찼던 야스오는 스승인 수마 원로를 살해한 누명을 쓰게 되고, 결백을 증명할 길이 없는 상황에서 급기야는 자신을 보호하기 위해 친형인 요네까지 죽음으로 이끌게 된다. 수마 원로를 살해한 진범이 결국 밝혀졌지만, 지금도 야스오는 자신의 검을 인도하는 바람에만 의존한 채 고향 아이오니아를 배회하고 있다. 과거의 자신을 아직 용서하지 못한 채로.

### 에코, 시간을 달리는 소년
자운 뒷골목 출신의 천재 소년 에코는 마음대로 시간을 조작할 수 있다. 에코는 직접 발명한 장치인 Z 드라이브를 이용해 다양한 시공간을 넘나들며 무한한 가능성을 시험해보는 천재이기도 하지만, 자운의 버려진 아이들과 함께 도시의 뒷골목을 방황하는 십대 소년이기도 하다. 누구보다도 자유로운 영혼을 지녔지만 소중한 친구를 지키기 위해서라면 어떤 위험도 마다하지 않는다. 그를 잘 모르는 이의 눈에는 도저히 불가능한 일을 몇 번이고 손쉽게 해내는 엄청난 능력의 소유자로 보일 것이다.

### 엘리스, 거미 여왕
엘리스는 녹서스 불멸의 요새 깊숙한 곳에 있는 저택에서 빛을 차단하고 은둔해 사는 치명적인 포식자다. 필멸자 시절 그녀는 명문가의 안주인이었지만 끔찍한 반신에 물린 후 매혹적이면서도 무자비한 거미와 같은 존재가 되어 먹잇감을 거미줄로 끌어들였다. 영원한 젊음을 유지하기 위해 엘리스는 거부하기 힘든 유혹을 펼치며 무고한 이들을 사냥한다.

### 오공, 원숭이 왕
오공은 바스타야 출신으로, 자신의 뛰어난 힘, 민첩성과 지혜로 상대방을 혼란에 빠뜨려 유리한 고지를 차지하는 악동이다. 마스터 이로 알려진 평생지기를 찾은 뒤, 오공은 우주류로 알려진 고대 무술의 마지막 제자가 되었다. 마법봉으로 무장한 오공은 아이오니아의 파멸을 막고자 한다.

### 오른, 거신의 화염
오른은 대장장이의 일과 그 솜씨를 관장하는 프렐요드의 반신으로, 화산 아래에 있는 용암 동굴 속에 거대한 불꽃 대장간을 짓고 홀로 작업에 몰두한다. 오른이 광석을 녹이고 제련하여 제작하는 물건들은 비할 데 없이 우수한 품질을 자랑한다. 혼자서 밤낮없이 일하는 것을 좋아하지만 다른 신들, 특히 볼리베어가 대지를 걸어다니며 필멸자들을 좌지우지하려 들 때면 대장간에서 나온다. 그러고는 믿음직스러운 망치를 휘두르거나 아예 화산의 힘을 불러내어 그들이 제자리로 돌아가게 만든다.

### 오리아나, 시계태엽 소녀
오리아나는 한 때 살아있는 육신을 가진 호기심 많은 소녀였지만, 이제는 전체가 시계태엽 장치로 만들어진 놀라운 기술의 산물이다. 오리아나는 자운 남부지방에서 사고를 당한 후 매우 위태로운 상황에 처했고, 다쳐서 움직일 수 없는 신체의 부분 부분이 정교한 인공 신체로 교체되었다. 오리아나는 자신을 보호하는 친구 역할을 해 주는 강력한 황동 구체와 함께, 이제 필트오버를 비롯해 온 세상에 있는 불가사의를 자유롭게 탐험한다.

### 올라프, 광전사
그 누구도 막지 못할 파괴력으로 도끼를 휘두르는 올라프가 바라는 것은 딱 한 가지, 전장에서 영광스럽게 전사하는 것이다. 프렐요드에서도 가혹한 환경으로 유명한 록파 반도 출신인 올라프는 어느 날 자신이 무병장수하다가 평온하게 숨을 거둘 것이라는 예언을 들었다. 록파에서는 침상에서 편안하게 죽는 것은 겁쟁이뿐이므로, 이는 더할 나위 없이 모욕적인 운명이었다. 분노가 치민 올라프는 오로지 싸우다 죽기만을 바라며 프렐요드를 종횡무진했다. 하지만 위대한 전사와 전설의 야수를 수십, 수백 쓰러뜨려도 죽음은 찾아오지 않았다. 이제 올라프는 겨울 발톱 부족의 포악한 집행자가 되어, 대규모 전쟁에서 전사할 수 있는 날만을 학수고대하고 있다.

### 요네, 잊히지 못한 자
생전에 야스오의 이부형제였던 요네는 마을 검술 학교에서 촉망받는 학생이였다. 그러나 형제의 손에 죽음을 맞이한 후 영혼 세계의 악령에 쫓기자 악령의 검으로 악령을 죽일 수밖에 없었다. 악령의 가면을 써야 하는 저주를 받게 된 요네는 자신이 어떤 존재가 되었는지 알아내기 위해 쉬지 않고 그 악령과 같은 존재들을 뒤쫓는다.

### 요릭, 영혼의 길잡이
오래 전 잊힌 종교 교단의 마지막 생존자 요릭은 망자를 거느리는, 축복이자 저주인 능력을 소유하고 있다. 그에게로 몰려드는 썩은 시체와 울부짖는 영혼은 그림자 군도에 발이 묶인 그의 유일한 동반자다. 대몰락의 저주로부터 조국을 구원하겠다는 신성한 뜻을 품고 있지만 그의 행동은 괴이하기만 하다.

### 우디르, 정령 주술사
프렐요드 고대 정령의 힘을 부여받은 우디르는 단순한 인간 이상의 존재이다. 그는 고대 정령의 능력을 이용해 민첩성, 생명력, 흉포함을 자유자재로 다룬다. 우디르는 이 힘의 조화를 통해 자연의 질서를 어지럽히려는 자들을 물리친다.

### 우르곳, 살상 병기
우르곳은 녹서스 제국에서 맹위를 떨치던 처형인이었으나, 자신이 그토록 숱한 목숨을 거두며 충성했던 조국에게 배신을 당했다. 그는 강철 사슬에 묶여 자운의 깊은 지하에 자리한 광산 감옥인 드레지에서 힘이 갖는 진정한 의미를 배워야 했다. 자운 전체를 혼돈에 빠뜨린 재난을 틈타 드레지를 지배하게 된 우르곳은 이제 범죄가 판을 치는 지하 세계에 짙은 그늘을 드리우고 있다. 한때 자신을 구속했던 바로 그 사슬로 희생자를 옭아매고, 새로운 정착지에서 가치 없는 자들을 숙청하며 고통의 도가니를 만들고 있다.

### 워윅, 자운의 고삐 풀린 분노
자운의 잿빛 골목을 무대로 사냥감을 찾는 괴수 워윅. 극한의 고통을 동반하는 각종 실험으로 완전히 변형된 그의 육체는 약품통, 펌프, 여러 기계가 결합된 복잡한 시스템과 연결되어 있으며, 정맥에는 연금술을 통해 조합한 분노가 주입된다. 어두운 그림자 속에서 느닷없이 튀어나오곤 하는 그는 사람들을 위협하는 도시의 범죄자들을 단숨에 사냥한다. 피 냄새를 맡고 나면 이성을 잃고 마는 워윅. 조금이라도 피를 흘린 자는 그 누구도 워윅의 손아귀에서 벗어날 수 없다.

### 유미, 마법 고양이
유미는 밴들 시티 출신의 마법 고양이로 한때 요들 마법사 노라와 함께 살았다. 어느 날 노라가 알 수 없는 이유로 종적을 감추자 유미는 자아를 지닌 노라의 책 '관문의 서'의 수호자가 되었으며, 책 페이지 안에 존재하는 차원문을 타고 주인을 찾는 여정에 나섰다. 애정을 갈구하는 유미는 여정을 함께 떠날 친절한 동료들을 구하며, 빛나는 방패와 단호한 결의로 그들을 보호한다. 노라의 책은 유미가 눈앞에 놓인 임무에 집중하도록 하기 위해 애쓰지만, 유미는 낮잠이나 생선 같은 세상 속 즐거움에 이따금 한눈을 팔곤 한다. 물론 유미도 결국은 항상 주인을 찾는 일로 되돌아온다.

### 이렐리아, 칼날 무희
녹서스에게 침략당한 후 아이오니아에서는 수많은 영웅이 등장했지만, 나보리 출신의 젊은 이렐리아만큼 독특한 영웅은 없다. 이렐리아는 고향 나보리에 전해 내려오는 고대의 춤을 익혔고, 아이오니아가 침략당하자 그 능력을 전쟁터에서의 기술로 삼았다. 치명적인 위력의 칼날들을 공중에 띄우고 자유자재로 조종하며 싸우는 그녀의 모습은 우아하고 신중하며 군더더기라고는 없었다. 훌륭한 투사임을 입증한 이렐리아는 원하는 바는 아니었으나 아이오니아 저항 세력을 선두에서 이끄는 역할을 맡게 되었고, 지금까지도 고향 땅을 지키고 보존하는 일에 헌신하고 있다.

### 이블린, 고통스런 포옹
룬테라의 어두운 경계선 안에서, 악마 이블린은 다음 먹잇감을 찾고 있다. 먼저 관능적인 인간 여성의 얼굴로 사냥감을 유혹한다. 희생자가 그 매력에 넘어오면, 이블린은 악마의 참모습을 드러낸다. 이블린은 희생자에게 말로 형언할 수 없는 고통을 안기고, 자신은 그 고통에 희열을 느낀다. 이블린이라는 악마에게는 이것이 한바탕 즐기는 유희일 뿐이지만, 룬테라 주민에게는 엇나간 욕망을 발산했다가는 그 대가로 끔찍한 종말을 맞게 되리라는 교훈을 되새겨주는 무시무시한 이야기이다.

### 이즈리얼, 무모한 탐험가
마법에 타고난 재능을 가진 멋진 모험가 이즈리얼은 오래전에 사라진 지하 묘지를 탐험하고 고대 저주에 맞서 싸우며 힘든 역경을 손쉽게 극복한다. 끝없는 용기와 무모함을 지닌 그는 어떠한 상황에서도 즉흥적으로 헤쳐나가는 것을 선호한다. 기지를 발휘할 때도 있지만, 대부분은 파괴적이고 불가사의한 폭발을 일으키는 슈리마의 신비한 장갑에 의지한다. 한 가지 분명한 사실은 이즈리얼이 가는 곳에 말썽이 있다는 것이다. 혹은 눈앞에 있거나. 아마 사방에 있을지도 모른다.

### 일라오이, 크라켄의 여사제
대 크라켄 신의 여사제, 나가카보로스 신을 섬기는 '진리의 사도' 일라오이는 건장한 체격만큼이나 굳건한 신앙심을 지녔다. 거대한 황금빛 성상을 솜인형처럼 가볍게 다루며 상대의 몸과 영혼을 분리하는 모습은 보는 이를 압도하고 적들의 얼을 빼놓기에 충분하다. 그래도 전장에서 일라오이에게 덤벼보겠다면, 바다뱀 군도의 신이 그녀와 함께 한다는 사실을 명심해야 한다.

## ㅈ

### 자르반 4세, 데마시아의 귀감
자르반 4세는 데마시아 국왕의 하나뿐인 아들이자 정식 왕위 계승자다. 데마시아의 귀감이 되어 왕국의 가치를 몸소 실천하는 그는 자신을 향한 주변의 높은 기대와 전장에서 실력을 증명하고자 하는 자신의 욕망 사이에서 힘겨워한다. 뛰어난 전투 실력뿐만 아니라 가공할 용기, 몸을 사리지 않는 투지로 병사들에게 모범이 되는 자르반 4세는 데마시아 왕가의 깃발을 높이 치켜들고 향후 백성들을 이끌 지도자의 모습을 갖추어 간다.

### 자야, 저항하는 자
바스타야 혁명을 일으키고 싶어하는 자야는 치명적인 정확성을 자랑하는 전사이다. 민첩한 몸놀림과 간교할 정도로 예리한 두뇌를 갖추었고, 칼날보다 날카로운 깃털로 자신을 막아서는 것은 모조리 베어버린다. 한때는 점점 수가 줄어들고 있는 바스타야 종족을 구해내기 위해 혼자만의 전쟁을 수행했으나, 이제는 동지이자 연인인 라칸과 늘 함께 싸운다. 둘은 바스타야 종족을 보호하고 먼 옛날 바스타야 종족이 누리던 영광을 되찾기 위해 노력하고 있다.

### 자이라, 가시 덩굴의 복수
자이라는 고대의 어떤 마법 대재앙에서 태어났다. 자연의 분노가 그대로 형상화된 생명체이자 인간과 식물의 매혹적인 혼종이다. 자이라가 한 걸음 내디딜 때마다 발밑에는 새로운 생명이 피어난다. 발로란의 수많은 필멸자를 자신의 씨앗에서 태어난 후손의 먹잇감 정도로 여기므로, 치명적인 위력의 가시를 날려 필멸자를 거침없이 사냥한다. 또한 자이라는 발로란 여기저기에 식육 식물 군락을 만들어 놓는데, 이 군락은 주변의 다른 생명체를 모조리 휘감아 죽이며 세력을 넓혀간다. 자손을 번성시키려는 태곳적부터의 욕구로 볼 수 있겠지만, 자이라의 진정한 의도는 아직 드러나지 않았다.

### 자크, 비밀 병기
자크는 화학공학 지층을 따라 흐른 독성물질이 자운의 지하동굴 깊은 곳에 위치한 웅덩이에 모여 만들어진 생명체이다. 이처럼 변변치 못한 태생에도 불구하고 자크는 원시적인 진흙의 상태에서 지성을 갖춘 존재로 성장했다. 그는 자운의 배관 속에 살면서 도움이 필요한 이들을 돕거나 자운의 망가진 기반시설을 재건하기 위해 이따금 모습을 드러낸다.

### 잔나, 폭풍의 분노
룬테라의 돌풍이라는 강력한 무기를 지닌, 그러나 모든 것이 베일에 싸인 잔나. 그녀는 이제 폐허가 되어버린 자운을 지키는 바람의 정령이다. 그런 그녀를 두고 떠도는 이야기는 많다. 그중에서 가장 그럴듯한 설은 바로 수호신으로서의 잔나. 악천후 속에서 폭풍우를 뚫고 나아가며 부디 순항할 수 있기를 기원하는 룬테라 선원들의 간구 속에서 등장했다고 여기는 것이다. 사람들은 잔나가 남다른 애정으로 자운의 선원들을 보호한다고 믿었다. 잔나와 자운, 이 둘의 관계가 결코 뗄 수 없을 정도로 가까워진 데에는 바로 이러한 사연이 있다고 생각했다. 그 결과 잔나는 도움의 손길이 필요한 모든 자운 사람들에게 있어 마치 등대와 같은 역할을 하게 되었다. 그런 그녀가 언제 어디서 나타날지는 아무도 모른다. 하지만 도움이 필요한 순간에는 어김없이 나타나 구원의 손길을 내밀었다.

### 잭스, 무기의 달인
독특한 무기와 날카로운 독설 모두 따라올 자가 없는 잭스는 이케시아에서 마지막으로 알려진 무기의 달인이다. 풀려난 공허의 잔해로 조국이 기울자, 잭스와 그 무리는 조국의 남은 부분이나마 수호하기로 맹세했다. 마법이 강해지고 잠재하는 위협이 다시금 태동하자, 잭스는 발로란을 떠돌며 만나는 모든 전사에게 이케시아의 마지막 불빛을 휘두른다. 그와 견줄 수 있을 정도로 강한지 시험하기 위해.

### 제드, 그림자의 주인
제드는 극도로 무자비하고 인정사정 없는 인물로, 녹서스 침공군을 몰아내기 위해 아이오니아의 전통 마법과 무술을 집약시킨다는 의도로 설립한 그림자단의 수장이다. 아이오니아 전쟁 중 제드는 녹서스에게 이기고 싶다는 간절한 마음에서 그림자 비급의 봉인을 해제해 버렸다. 그 사악한 비급은 강력한 만큼이나 위험하고, 사용자를 타락의 길로 빠뜨리는 것이었다. 하지만 제드는 아랑곳하지 않고 모든 금단의 비술을 익혔다. 자신의 국가에, 아니면 자신이 만든 그림자단에 위협이 될 만한 것을 모조리 파괴하기 위하여.

### 제라스, 초월한 마법사
고대 슈리마의 초월한 마법사 제라스는 신비의 에너지가 석관의 파편에 둘러싸인 형상을 하고 있다. 그는 사막 아래의 고대 감옥 속에 수천 년 동안 갇혀 있다가 슈리마 제국의 부활과 함께 자유의 몸이 되었다. 막강한 힘을 손에 넣은 제라스는 응당 자신의 것이라 여기는 것들을 찬탈하고 신흥 문명 정복으로 자신만의 제국을 세우고자 광기의 질주를 시작한다.

### 제리, 자운의 불꽃
자운의 노동자 계층 출신의 고집 세고 활발한 제리는 전기 마법으로 자신의 힘과 손수 제작한 총을 충전한다. 그녀의 불안정한 힘은 감정을 반영하고 그 불꽃은 번개처럼 빠른 삶과 닮았다. 동정심 많은 제리의 가족과 고향에 대한 애정으로 싸움에 임한다. 가끔 도우려는 의지가 강해 역효과를 일으키기도 하지만, 이웃을 위해 싸울 때 그들 또한 함께 한다는 사실을 믿고 있다.

### 제이스, 미래의 수호자
영민한 발명가 제이스는 필트오버의 수호와 진보를 위해서라면 무엇이든 할 수 있는 필트오버의 영웅이다. 마법공학 변신 해머를 전용무기로 사용하는 그는 자신의 힘과 용기, 지능을 언제든 조국을 위해 바칠 각오가 되어있다. 필트오버의 전 국민이 제이스를 영웅으로 추대하지만 정작 그는 이러한 관심을 반기지 않는다. 그에 대한 국민들의 칭송과 감탄이 적을 도발할 수 있다는 것을 누구보다 잘 알고 있기 때문이다. 조국에 대한 제이스의 충성심을 모르는 사람은 아무도 없으며 그의 능력을 시기하는 이들조차 진보의 도시를 수호하는 제이스의 노고에 감사를 표한다.

### 조이, 여명의 성위
장난기와 상상력, 그리고 변화의 화신인 조이는 타곤의 신성한 전령으로, 세상을 재구성할 큰 사건을 예고한다. 조이는 존재하는 것만으로도 세상을 구성하는 신비한 질서를 왜곡시키는데, 이로 인해 고의나 악의 없이도 대재앙이 일어나곤 한다. 그래서 아마 조이는 임무를 수행하는 것보다 장난을 치는 데에 집중하고, 필멸자들에게 속임수를 쓰고, 그 외에 다른 방식으로 즐거운 일을 찾으면서 더 많은 시간을 보내는지도 모른다. 조이와의 만남은 즐거움을 얻고 삶을 새롭게 바라보는 기회가 될 수도 있지만, 조이는 굉장히 위험한 존재이니 겉모습에 현혹되어서는 안 된다.

### 직스, 마법공학 폭파병
거대한 폭탄을 사랑하는 직스는 폭탄만큼이나 화끈한 성미를 지닌 요들이다. 필트오버에서 어느 발명가를 돕는 조수로 일하다가, 반복되는 일상에 싫증을 느끼던 중 파란 머리의 미친 폭탄광 징크스와 친구가 되었다. 어느 날 필트오버에서 요란스러운 밤을 보낸 후, 직스는 징크스의 조언을 듣고 자운으로 향했다. 자운은 직스에게 천국이다. 제일 좋아하는 폭탄을 마음껏 터뜨리고 무엇이든 내키는 대로 폭발시키며, 자운 시민뿐 아니라 화공 남작들까지 공포에 질리게 만들고 있으니.

### 진, 잔혹극의 거장
진은 살인이 예술이라고 믿는 주도면밀한 사이코패스 살인범이다. 원래는 아이오니아의 감옥에 수감되어 있었는데, 아이오니아 평의회 내에서 암약하는 어두운 세력의 힘으로 풀려난 이후 그 파벌의 자객으로 일하고 있다. 진은 총을 붓 삼아 잔혹한 그림을 그리는 화가이자, 소름끼치는 작품을 무대에 올리며 쾌락을 느끼는 극작가다. 그 솜씨를 접하는 피해자와 목격자들은 모두 얼어붙을 수밖에 없다. 누군가에게 '공포'라는 강렬한 메시지를 전하고 싶다면, 진이야말로 그 일을 맡길 최고의 적임자일 것이다.

### 질리언, 시간의 수호자
이케시아 통치 의회의 일원이었던 질리언은 시간 자체에 숙달하고자 하는 위대한 원소 마법사다. 공허로부터 동포들을 구하고자 힘을 사용한 이후로 주변의 시간을 조종하며 과거, 현재, 미래 사이를 떠돌고 있다. 질리언은 룬테라의 신비에 싸인 창조로부터 피할 수 없는 듯한 종말까지 모든 시간을 끝없이 헤매며 고향의 멸망을 되돌리고자 노력하고 있다.

### 징크스, 난폭한 말괄량이
자운 출신의 충동적이고 격정적인 범죄자 징크스. 난장판을 벌이는 재미로 살며, 결과 따위는 안중에 없다. 살상 무기를 다수 보유한 그녀가 떠난 자리는 화려하고 요란한 폭발로 공포의 아수라장이 된다. 징크스는 지루함을 끔찍이 싫어하고 가는 곳 어디에나 특유의 대혼란을 화끈하게 일으킨다.

## ㅊ

### 초가스, 공허의 공포
초가스가 룬테라의 찌르는 듯한 햇빛 아래 처음으로 모습을 드러낸 순간부터, 초가스는 가장 순수하고 끝없는 굶주림에 이끌려 움직였다. 초가스의 복잡한 생체조직은 모든 생명체를 먹어치우려는 공허의 욕망을 완벽하게 드러내며, 자신의 몸을 구성하는 물질을 성장시켜 새로운 물질로 빠르게 변화시켰다. 근육량과 밀도가 증가하고, 겉껍질이 마치 유기체로 된 다이아몬드처럼 딱딱해졌다. 공허의 생명체인 초가스는 몸집을 키워도 허기가 가시지 않자, 여분의 물질을 면도날처럼 날카로운 등뼈로 토해내 먹이를 꼬치로 꿰기 시작했다. 포식하기 쉽도록 말이다.

## ㅋ

### 카르마, 깨우친 자
아이오니아의 영적인 전통을 카르마보다 잘 나타내는 챔피언이 있을까. 카르마는 지난 시간 동안 축적된 기억을 새로운 생명으로 온존하며 수없이 부활한 고대 영혼의 살아있는 현신이자 극소수만이 깨우칠 수 있는 힘을 손에 넣은 존재다. 얼마 전 닥친 위기의 상황에서 자신의 동족을 최선의 길로 인도한 카르마는 평화와 조화를 이루기 위해 얼마나 큰 대가를 치러야 하는지 잘 알고 있다. 그것이 자기 자신이든 그녀가 그토록 아끼는 동족의 터전이든 가리지 않고 말이다.

### 카밀, 강철의 그림자
카밀은 법이라는 테두리 밖에서 활동할 수 있도록 아예 자신의 몸을 무기화해 버렸다. 우아한 엘리트 첩보원이자 페로스 가문이 배출한 최고 정보 요원인 그녀의 임무는 고도화된 필트오버와 그 하층부의 자운이 원활하게 돌아가도록 기여하는 것이다. 적응력이 뛰어나고, 정확성을 중시하므로 엉성한 기술은 반드시 정리해 버려야 할 수치로 여긴다. 마법공학 증강을 통해 최고가 되려는 노력, 그리고 자신이 품고 있는 칼만큼이나 예리한 지성을 지닌 카밀의 모습을 보면, 그녀가 이제는 인간 여자보다는 기계에 가까운 존재가 아닌가 하는 의구심 마저 든다.

### 카사딘, 공허의 방랑자
세계에서도 가장 어두운 곳을 불타는 검을 휘둘러 헤쳐나가는 카사딘은 자신에게 주어진 시간이 많지 않음을 잘 알고 있다. 원래 슈리마 구석구석 가보지 않은 곳이 없는 여행 안내자이자 모험가였던 그는 슈리마 남쪽의 평화로운 부족 마을에서 가정을 꾸리고 살았다. 하지만 어느 날, 그가 살던 곳을 공허가 덮쳐 집어삼켰다. 카사딘은 복수를 맹세했고, 신비로운 유물과 금지된 기술을 닥치는 대로 조합하여 앞으로의 투쟁에 쓸 무기를 만들었다. 황무지 이케시아를 찾아 나선 카사딘은 아무리 끔찍스럽고 무시무시한 공허 생명체라도 맞서 싸울 각오가 되어 있다. 예언자를 자처하는 말자하와 대면할 그 날을 위해.

### 카서스, 죽음을 노래하는 자
망각을 부르는 자 카서스는 섬뜩한 노랫소리를 전주곡 삼아 악몽처럼 등장하는 언데드이다. 산 자는 영원히 죽지 않는 언데드를 두려워하나, 그는 언데드를 삶과 죽음의 완벽한 결합으로 오직 아름답고 순수하다 여긴다. 카서스는 언데드로서 존재하는 기쁨을 온 세계에 전하기 위해 그림자 군도로부터 출몰한다.

### 카시오페아, 독사의 포옹
카시오페아는 자신의 사악한 의지대로 상대를 조종하는 치명적인 피조물이다. 녹서스의 명망 높은 뒤 쿠토 가에서 가장 아름다운 미모를 자랑하던 막내딸, 카시오페아는 고대의 힘을 찾아 슈리마 아래에 있는 지하묘실 깊은 곳으로 모험을 떠났다. 그곳에서 그녀는 소름끼치는 묘실의 수호령에게 물렸고, 몸에 독이 퍼져 독사와도 같은 포식자로 변했다. 카시오페아는 이제 밤의 장막에 숨어 교활하고 날렵하게 움직이며 사악한 시선으로 적들을 석화시킨다.

### 카이사, 공허의 딸
카이사는 어린아이에 불과했을 때 공허에 끌려들어 갔지만 불굴의 의지와 집요한 노력 끝에 간신히 살아남을 수 있었다. 이때의 경험으로 카이사는 치명적인 위력의 사냥꾼이 되었다. 어떤 이들에게는 차라리 죽어서 보지 않는 게 나을 정도로 끔찍한 미래를 암시하는 징조로 여겨지기도 한다. 카이사는 이제 그녀의 두 번째 피부가 된 공허충의 껍질을 덮어쓰고 불유쾌한 공생 관계를 유지해야 하는 것은 물론, 머지않은 미래에 결단을 내려야만 한다. 자신을 괴물이라고 부르는 필멸의 존재들을 용서하고 점점 다가오는 어둠을 함께 물리칠 것인지, 아니면 필멸의 존재 따위는 무시하고 자신을 버린 세계를 공허가 집어삼키는 것을 못 본 척할 것인지...

### 카직스, 공허의 약탈자
공허태생 생명체는 많지만, 이 진리를 카직스보다 더 명백히 입증하는 존재는 없다. 카직스가 공포스러운 것은 진화를 거듭하기 때문이다. 생존을 위해 사냥을 하고, 사냥감을 집어삼킬 때마다 강해지고, 더 강한 상대를 찾아 또다시 사냥에 나선다. 게다가 진화를 할수록 먹이를 낚아채는 사냥 기술은 더 새로워지고 효율도 높아진다. 공허에서 갓 넘어왔을 때에는 아무 생각 없는 야수에 불과했으나, 이제는 그 형체만큼이나 지능도 완전히 변모했다. 지금의 카직스는 세심한 계획을 세워 사냥을 하고, 자신의 모습을 본 희생양이 본능적으로 일으키는 공포심을 활용하기도 한다.

### 카타리나, 사악한 칼날
카타리나는 단호한 판단력과 치명적인 전투 능력을 지닌 녹서스의 특급 암살자이다. 전설적인 명성을 자랑하는 뒤 쿠토 장군의 장녀로 태어난 카타리나는 방심한 적을 신속하게 암살하는 데에 뛰어난 재능을 보였다. 그녀는 자신의 불타는 야망 때문에 아군을 위험에 빠뜨리면서까지 방비를 강화한 적을 노리기도 했다. 하지만 임무가 아니더라도 카타리나는 주저없이 톱날 단검의 돌풍을 일으켜 마땅히 쓰러뜨려야 할 적을 처치할 것이다.

### 칼리스타, 복수의 화신
영원불멸의 혼령이자 분노와 응징의 화신인 칼리스타는 철갑을 두른 악몽으로 그림자 군도에서 나타나 기만자와 배신자들을 사냥한다. 배신당한 자들은 피맺힌 외침으로 복수를 갈망하지만, 오직 영혼까지 내놓을 각오가 된 자들만 칼리스타의 목소리를 들을 수 있다. 칼리스타의 분노를 산 자는 절대 무사할 수 없으며, 오직 영혼을 꿰뚫는 창날의 차가운 불꽃만이 이 죽음의 사냥꾼과 맺은 계약을 끝낼 수 있다.

### 케넨, 폭풍의 심장
케넨은 아이오니아의 균형을 수호하는 번개같이 빠른 집행자이기도 하지만, 킨코우 결사단에서 유일한 요들이기도 하다. 작고 복실복실한 외모와는 달리 케넨은 수리검으로 일으키는 소용돌이 폭풍과 끝없는 열정으로 그 어떤 위협도 극복할 준비가 되어있다. 케넨은 사부인 쉔과 함께 영적인 영역을 순찰하며 엄청난 번개의 힘으로 적을 쓰러뜨린다.

### 케이틀린, 필트오버의 보안관
필트오버 제일가는 평화 수호자로 명성이 자자한 케이틀린은 이 도시에서 가장 뛰어난 명사수이기도 하다. 그 잡기 어렵다는 필트오버의 범죄 조직들도 그녀의 손에 소탕되었다. 케이틀린은 주로 바이와 짝을 이루어, 바이의 불같은 성미를 자신의 냉철함으로 보완하며 멋진 콤비로 활약한다. 케이틀린의 마법공학 소총이 독보적으로 우수한 성능인 것은 사실이지만, 정작 케이틀린의 가장 강력한 무기는 따로 있다. 필트오버에서 활개칠 생각을 할 정도로 무모한 범죄자를 정교한 덫을 놓아 잡아버리는 그녀의 우월한 지능이 바로 그것이다.

### 케일, 정의로운 자
룬 전쟁이 한창일 때 태어난 케일은 정의의 성위인 어머니의 뜻을 이어받아 신성한 불꽃의 날개를 펴고 정의를 실현하기 위해 싸웠다. 그리고 쌍둥이 동생 모르가나와 함께 데마시아의 수호자로 수년간 추앙받았다. 그러나 인간들의 반복된 실수에 환멸을 느낀 케일은 결국 데마시아를 영원히 떠나고 말았다. 불타는 검을 휘두르며 악을 심판하는 케일의 이야기는 데마시아의 전설이 되었고, 여전히 많은 이들은 케일의 재림을 간절히 바라고 있다.

### 케인, 그림자 사신
치명적인 그림자 마법을 그 누구보다도 자유자재로 구사하는 자, 시이다 케인이 싸우는 이유는 진정한 운명을 실현하기 위해서다. 장차 그림자단을 이끌고 아이오니아가 패권을 장악하는 새로운 시대를 열 것이라는 운명. 케인은 위험천만하게도 자의식이 있는 다르킨 무기 라아스트를 들고 전장에 나선다. 다르킨 무기는 그것을 휘두르는 자의 몸과 정신을 서서히 타락시킨다는 사실은 아랑곳하지 않는 것이다. 다르킨 무기에 손을 댄 이상 예상할 수 있는 결과는 단 두 가지다. 케인이 무기의 의식을 굴복시켜 자신의 의지를 따르게 하거나, 아니면 저 악의에 가득 찬 낫이 케인을 완전히 집어삼키고 룬테라 전역을 멸망의 길로 몰아넣거나.

### 코그모, 심연의 아귀
이케시아의 황무지 어딘가, 인간의 눈길이 닿지 않는 깊은 곳에 공허의 틈이 나타났고, 썩은 내를 풍기는 이곳에서 코그모가 느닷없이 튀어나왔다. 온몸에서는 악취가 스며나오고, 호기심 때문에 항상 떡 벌리고 있는 입에서는 부식성 분비물이 뚝뚝 떨어진다. 주변에 있는 건 닥치는 대로 마구 물어뜯고 침을 질질 흘린 후에야 그것이 무엇인지 알아차린다. 공허태생이지만 천성이 악하지는 않고 천진난만한 언행에 묘한 매력도 있지만, 방심은 금물이다. 식탐과 호기심이 워낙 강해 먹을 만하다 싶은 것은 일단 집어삼키고 보기 때문이다.

### 코르키, 대담한 폭격수
요들 비행기 조종사 코르키는 다른 어떤 것보다 좋아하는 두 가지가 있다. 바로 비행과 멋들어진 콧수염이다. 좋아하는 순서대로 나열한 것은 아니지만. 코르키는 밴들 시티를 떠난 후 필트오버에 정착하며 찾아낸 경이로운 비행기와 사랑에 빠졌다. 코르키는 비행장치를 개발하기 위해 혼신의 노력을 쏟았고, 시끄러운 뱀 편대라 불리는 베테랑 공군 정예 부대를 이끌게 되었다. 포화 속에서도 평정심을 잃지 않으며 제2의 고향의 창공을 누비는 코르키에게 마음껏 미사일 포화를 퍼부어 해결하지 못했던 문제는 하나도 없다.

### 퀸, 데마시아의 날개
데마시아의 정예 기동대원이자 기사인 퀸은 전설적인 독수리 발러와 함께 적의 영토 한복판에 잠입해 갖가지 위험한 임무를 수행한다. 퀸과 발러의 강력한 결속력은 전투에서 무시무시한 힘을 발휘한다. 적들은 그들의 상대가 데마시아 제일가는 영웅, 그것도 하나가 아니라 둘이라는 사실을 알지도 못한 채 순식간에 목숨을 잃고 만다. 상황에 따라 곡예 수준의 동작을 보여주는 퀸이 민첩한 몸놀림으로 석궁을 꺼내들면, 발러는 공중에서 유영하며 숨어 있는 적을 찾아낸다. 데마시아의 적에게는 그야말로 공포의 한 쌍이다.

### 클레드, 망나니 기사
용감무쌍하고도 성깔 고약한 전사인 클레드는 녹서스 특유의 객기와 다혈질을 상징하는 존재와도 같다. 소문에 따르면 클레드는 녹서스 제국이 처음 세워진 시절부터 지금까지 모든 군사 작전에서 활약해 왔으며, 단 한 번도 후퇴한 적이 없고, 군인으로서 받을 수 있는 칭호란 칭호는 모조리 따냈다고 전해진다. 하지만 병사들의 이야기가 과연 어디까지 진실일지는 미지수다. 확실한 것은 클레드가 스칼이라는 이름의 애마를 갖고 있다는 것과, 썩 미덥지 못한 그 애마를 타고서 저돌적으로 전투에 뛰어든다는 사실이다. 자기 것을 지키기 위해서나 원하는 것을 얻기 위해서라면 그는 싸움을 마다하지 않을 것이다.

### 키아나, 원소의 여왕
키아나는 정글 도시 이샤오칸에서 윤 탈의 왕좌에 오르기 위해 무자비한 계획을 세우고 있다. 부모님의 왕위 계승 서열 중 가장 아래인 키아나는 당당한 자신감과 전례 없는 원소 마법 능력을 갖춘 인재로, 앞을 가로막는 자는 누구든 용서하지 않는다. 키아나는 대지 자체를 자유자재로 조종할 수 있으며, 자신을 이샤오칸 역사상 가장 뛰어난 원소술사로 여긴다. 그렇기에 자신에게 일개 도시가 아닌 제국을 지배할 자격이 있다고 믿는다.

### 킨드레드, 영겁의 사냥꾼
킨드레드는 따로지만 언제나 함께인 죽음의 양면을 지닌 존재다. 운명을 받아들인 자에게는 양의 화살로 빠른 죽음을 선사하고, 운명을 거부하고 도망치는 자에게는 늑대가 달려드는 잔혹한 최후를 안겨준다. 룬테라에서는 지역마다 킨드레드의 본성에 다른 의미를 부여했지만, 필멸의 존재라면 결국 진정한 죽음을 선택해야만 한다는 점은 같았다.

## ㅌ

### 타릭, 발로란의 방패
타릭은 초월적인 힘으로 룬테라의 생명과 사랑, 아름다움을 수호하는 수호자의 성위이다. 고국 데마시아에서 직무태만죄를 범하고 수치스럽게 추방당한 타릭은 속죄를 위해 타곤 산을 올랐고, 이 산 정상에서 하늘의 별들에게 더 큰 소명을 부여받았다. 고대 타곤의 신비한 힘을 가득 받아 끔찍한 공허의 침식으로부터 밤낮없이 세계를 지키는 발로란의 방패가 된 것이다.

### 탈론, 검의 그림자
탈론은 음지에서 암약하는 무자비한 자객이다. 불의의 일격을 가하는 데에도, 이상한 낌새가 느껴지기도 전에 자취를 감추는 데도 능하다. 거칠기 짝이 없는 녹서스의 거리에서 싸우고, 상대를 처치하고, 도둑질을 하면서 살아남았고 위험한 존재라는 명성을 쌓았다. 악명이 자자한 뒤 쿠토 가문에 발탁된 뒤로는 녹서스 제국의 명을 받들어 적의 지도자, 대장, 영웅은 물론이고, 감히 자신이 섬기는 주인의 심기를 거스르는 녹서스 인마저도 종횡무진 암살하고 있다.

### 탈리야, 바위술사
슈리마의 떠돌이 마법사 탈리야는 10대의 호기심과 어른으로서의 책임 사이에서 괴로워한다. 탈리야는 자신 안에서 커져 가는 힘의 본질을 깨닫기 위해 발로란 전역을 누빈 끝에, 최근에는 자신의 부족을 보호하기 위해 돌아왔다. 탈리야의 여린 마음을 약점으로 착각한 사람들은 호되게 대가를 치렀다. 탈리야의 천진난만한 모습 뒤에는 산도 움직이는 불굴의 의지와 대지도 흔드는 강인한 정신이 있기 때문이다.

### 탐 켄치, 강의 폭군
역사 속에서 여러 이름으로 알려져 있는 악마 탐 켄치는 룬테라의 물길을 따라 이동하며 끝없는 식욕을 다른 이들의 고통으로 채운다. 탐 켄치를 매우 매력적이고 자신만만한 존재로 생각하는 이들도 있지만, 탐 켄치는 방심한 먹잇감을 찾아 현실 세계를 활보하는 방랑자일 뿐이다. 탐 켄치의 채찍 같은 혓바닥은 수십 걸음 떨어진 중무장한 전사도 기절시킬 수 있으며, 탐 켄치의 꾸르륵 대는 뱃속으로 들어가는 것은 다시 돌아올 희망이 거의 없는 심연에 떨어지는 것과도 같다.

### 트런들, 프렐요드의 트롤 왕
트런들은 몸집이 크고 교활한데다 잔인한 면모를 두루 갖춘 트롤로, 일단 트런들이 몽둥이를 들면 굴복시키지 못할 상대는 없다. 심지어 프렐요드 전역을 통틀어서 말이다. 영역 본능이 매우 강한 트런들은 자신의 영토에 발을 디딘 멍청한 자들을 쫓아가서, 거대한 얼음 정수의 몽둥이를 들고 적을 뼛속까지 얼린 채 서서히 죽어가는 모습을 보고 껄껄 웃는다.

### 트리스타나, 요들 사수
다른 많은 요들이 발견, 발명, 또는 그저 장난에 기력을 쏟지만, 트리스타나는 언제나 위대한 전사가 되기 위해 모험을 떠나는 꿈을 꿨다. 트리스타나는 룬테라, 룬테라의 파벌, 그리고 전쟁 이야기를 즐겨 들었고, 요들도 얼마든지 전설이 될 수 있다고 생각했다. 트리스타나는 이제 세계에 첫 발을 내딛으며, 든든한 대포 '부머'를 들고 변함없는 용기와 낙관적인 성격으로 전장에 뛰어 든다.

### 트린다미어, 불사의 분노
한때 트린다미어는 걷잡을 수 없는 분노와 증오의 힘을 원동력 삼아, 자신을 기다리고 있는 암울한 미래에 대비하기 위해 북방의 위대한 전사들과 겨루며 스스로 길을 개척해갔다. 부족민들을 몰살한 어둠의 존재에게 복수를 다짐한 트린다미어는 최근 아바로사 부족의 지도자인 애쉬와 혼인하여 동맹 관계를 맺었다. 트린다미어는 아무리 불리한 전투에서도 동맹군을 승리로 이끌었으며, 수없이 많은 전투에서 보여준 초인적인 힘과 불굴의 용기는 가히 전설적이라 할 수 있다.

### 트위스티드 페이트, 카드의 달인
트위스티드 페이트는 악명 높은 카드의 달인이자 사기꾼이다. 뛰어난 도박 실력과 타고난 매력으로 발로란 어디에서나 부자와 어리석은 자들 모두에게 감탄과 원한을 한 몸에 사는 주인공이다. 매사에 진지한 법이 없고, 태평하고 으스대는 얼굴에는 비웃는 듯한 미소마저 감돈다. 트위스티드 페이트의 소매에는 늘 비장의 카드가 숨겨져 있으니까.

### 트위치, 역병 쥐
자운에서 전염병을 옮기는 쥐로 태어난 트위치는 열정적인 오물 전문가로, 앞발을 더럽히는 것을 두려워하지 않는다. 트위치는 필트오버의 부유층을 향해 화학물질로 강화한 석궁을 겨누며, 지상의 인간들의 더러움을 적나라하게 드러내기로 다짐했다. 지하동굴에 웅크리고 있을 때를 제외하면 늘 비밀스럽게 교활한 움직임을 일삼는 트위치는 버려진 보물을 찾아 쓰레기 더미를 뒤지고 있다. 곰팡이 슨 샌드위치라도 찾을 수 있을까 하며.

### 티모, 날쌘 정찰병
어떤 위협에도 꿈쩍 않는 티모는 끝 모를 적극성과 쾌활함으로 세상을 정찰한다. 티모는 확고한 도덕성을 가진 요들로, 밴틀 시티의 정찰대 강령을 따르는 것을 자랑스럽게 여긴다. 강령을 얼마나 열심히 따르는지 그의 행동이 가져올 더 넓은 결과를 깨닫지 못하기도 한다. 더러 정찰대의 존재에 의문을 품는 자들도 있지만, 한 가지는 분명하다. 티모의 신념은 절대 얕잡아봐서는 안 된다. (너구리나 오소리의 모습과 꽤 비슷해 보일 수는 있다.)

## ㅍ

### 파이크, 핏빛 항구의 학살자
빌지워터 학살의 부두에서 유명한 작살잡이였던 파이크는 거대한 자울치의 뱃속에서 죽음을 맞이할 운명이었지만 살아 돌아왔다. 이제, 그는 옛 고향의 음습한 골목과 뒷길을 소리 없이 누비며, 타인을 이용하여 부를 쌓은 자들에게 그가 얻은 초자연적인 힘으로 빠르고 잔혹한 최후를 선사한다. 괴물을 사냥한다고 자부했던 도시는 이제 괴물에게 사냥당하고 있다.

### 판테온, 불굴의 창
본의 아니게 전쟁의 성위에 사로잡힌 아트레우스는 몸속의 신성한 힘을 파괴하고 하늘의 별을 사라지게 할 정도로 강력한 일격에도 굴복하지 않고 살아남았다. 그리고 결국 필멸의 운명을 인정하고, 그에 따르는 힘과 불굴의 정신을 받아들였다. 이제 아트레우스는 신성에 저항하는 판테온으로 다시 태어나, 꺾이지 않는 의지와 성위의 무기로 무장한 채 전장을 누빈다.

### 피들스틱, 오래된 공포
룬테라에 무시무시한 고대의 무언가가 깨어났다. 시간을 초월한 공포의 존재 피들스틱은 불안에 동요하는 인간 사회의 끝자락에 나타나 겁먹은 희생자들을 양분으로 삼는다. 앙상하고 투박한 모습의 이 생물은 삐죽삐죽한 낫을 휘두르며 공포를 거둬들이고, 살아남은 불행한 자들의 정신을 산산이 조각낸다. 까마귀 울음소리와 인간을 닮은 형상의 속삭임을 조심하라... 피들스틱이 돌아온 것이다.

### 피오라, 결투의 대가
발로란을 통틀어 가장 무시무시한 데마시아 왕국의 결투가, 피오라. 푸른 강철 레이피어를 다루는 솜씨만큼이나 가차없는 태도와 재빠른 머리 회전으로 유명한 그녀는 아버지가 일으킨 스캔들로 집안의 명성이 땅에 떨어진 후 가문의 지배권을 넘겨받았다. 로렌트 가문의 명성은 더럽혀진 지 오래지만, 피오라는 가문의 명예를 되찾고 데마시아의 위대한 가문으로 일궈온 자리를 되찾기 위해 온 힘을 다하고 있다.

### 피즈, 개구쟁이
바다와 육지에서 살 수 있는 요들족 피즈는 빌지워터를 둘러싼 산호초에서 살고 있다. 종종 미신을 믿는 선장들이 바다에 바치는 돈을 주워 돌려주기도 하지만, 아무리 신경질적인 뱃사람들이라도 피즈를 화나게 할 만큼 어리석지는 않다. 이 미끈거리는 생명체를 얕잡아본 사람들이 어떻게 되었는지에 대해 수많은 이야기가 전해지고 있기 때문이리라. 이따금 변덕스러운 바다 정령으로 오해받기도 하는 피즈는 바닷속 깊은 곳에 사는 괴물을 부릴 수 있으며, 적과 아군을 모두 놀리면서 즐거워한다고 한다.

## ㅎ

### 하이머딩거, 위대한 발명가
아주 명석하지만 괴짜 성향이 다분한 요들 과학자 세실 B. 하이머딩거 교수. 그는 필트오버가 배출한 가장 혁신적인 인재 가운데 한 명으로 모든 이의 존경을 받는 발명가다. 자신의 일에 있어서는 과할 정도로 집요하게 파고드는 탓에 신경증적 강박관념이 있을 정도인 하이머딩거는 좀처럼 이해하기 어려웠던 문제들을 하나둘 풀어내고 있다. 그의 이론은 때로 불분명하고 난해해 보이기도 하지만, 하이머딩거는 필트오버에서 가장 기적적이고 치명적인 여러 기계를 발명했고, 그 효율을 더욱 높이기 위해 꾸준히 연구하고 있다.

### 헤카림, 전쟁의 전조
헤카림은 반인반수의 몸을 한 유령으로, 저주를 받아 산 자들의 영혼을 끝없이 추적한다. 한때 자부심 넘치는 기사였지만, 축복의 빛 군도에 그림자가 드리우고 대몰락이 시작됐을 때 기사단원들과 함께 파멸의 기운에 휩쓸리고 만다. 지금도 검은 안개가 룬테라를 뒤덮을 때면 어김없이 나타나 무자비한 돌격을 일삼으며 철갑을 두른 말발굽으로 적들을 짓밟는다.

## 같이 보기
- 리그 오브 레전드
- 리그 오브 레전드의 세계관